# Nazionale maschile di calcio dell'Italia
La nazionale maschile di calcio dell'Italia, ufficialmente nazionale A, è la rappresentativa calcistica maschile dell'Italia. Posta sotto l'egida della Federazione Italiana Giuoco Calcio, rappresenta il Paese nelle varie competizioni ufficiali e amichevoli riservate alle nazionali di calcio. I suoi componenti sono noti come Azzurri per il colore delle divise.
È tra le nazionali di calcio più titolate del mondo: ha vinto quattro campionati mondiali (Italia 1934, Francia 1938, Spagna 1982 e Germania 2006) risultando secondi dopo il Brasile e a pari merito con la Germania, due campionati europei (Italia 1968 ed Europa 2020) e un torneo olimpico (Berlino 1936, uno dei sette riservati alle nazionali maggiori e disputati dal 1908 al 1948). In bacheca annovera inoltre due Coppe Internazionali (1927-1930 e 1933-1935), competizione continentale riconosciuta quale ufficiosa antesignana del campionato europeo.
È l'unica nazionale medagliata in tutte le competizioni ufficiali organizzate da FIFA e UEFA per le nazionali maggiori, avendo ottenuto come ulteriori piazzamenti due secondi posti (Messico 1970 e Stati Uniti 1994) e un terzo posto (Italia 1990) al mondiale, un secondo posto nella Coppa Internazionale (1931-1932), due secondi posti all'europeo (Belgio-Paesi Bassi 2000 e Polonia-Ucraina 2012), una medaglia di bronzo al torneo olimpico di Amsterdam 1928, un terzo posto alla FIFA Confederations Cup (2013), due terzi posti alla UEFA Nations League (2020-2021 e 2022-2023) e una partecipazione alla Coppa dei Campioni CONMEBOL-UEFA (2022).
È una delle due nazionali (l'altra è il Brasile) che si sono aggiudicate due titoli mondiali consecutivi, nelle edizioni del 1934 e del 1938; detiene, inoltre, due record mondiali per squadre nazionali: quello di imbattibilità assoluta, stabilito tra il 10 ottobre 2018 e il 6 ottobre 2021, con 37 partite consecutive senza sconfitte, e quello di inviolabilità della propria porta, non avendo subito reti per 1168 minuti di gioco consecutivi, dal 14 ottobre 2020 al 26 giugno 2021.
Nella graduatoria FIFA, in vigore dall'agosto 1993, ha occupato il 1º posto più volte, nel novembre del 1993 e nel corso del 2007 (febbraio, aprile-giugno, settembre); il peggior piazzamento è stato invece il 21º posto dell'agosto 2018. A luglio 2025 occupa l'11º posto.

## Storia

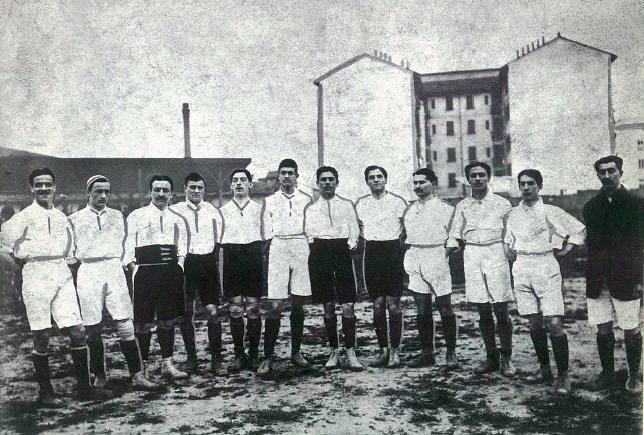
L'esordio nel 1910

Il primo tentativo di selezionare una rappresentativa italiana avvenne nel 1899, quando l'allora Federazione Italiana del Football convocò una squadra composta principalmente da giocatori stranieri, che affrontò la Svizzera in una partita amichevole a Torino, perdendo 2-0. La nazionale italiana vera e propria fu fondata il 13 gennaio 1910 grazie all'iniziativa del presidente federale Luigi Bosisio: il primo incontro ufficiale si disputò il successivo 15 maggio a Milano, contro la Francia, con l'Italia vincitrice per 6-2 e Pietro Lana autore del primo gol della nazionale.
L'Italia partecipò per la prima volta a una competizione ufficiale in occasione del torneo olimpico di Stoccolma 1912, dove fu eliminata nel turno di qualificazione dalla Finlandia (3-2 dopo i supplementari). Alla successiva edizione di Anversa 1920 superò l'Egitto (2-1), ma fu eliminata nei quarti di finale dalla Francia (3-1). Quindi al torneo olimpico di Parigi 1924, vinse contro Spagna (1-0) e Lussemburgo (2-0), ma fu eliminata ai quarti dalla Svizzera (2-1). Nell'edizione di Amsterdam 1928 vinse la medaglia di bronzo, battendo Francia e Spagna, ma perdendo in semifinale contro l'Uruguay; concluse il torneo con una netta vittoria (11-3) contro l'Egitto. Nel 1930 arrivò la prima, importante affermazione per l'Italia, che vinse la Coppa Internazionale.
Negli anni 30, sotto la guida di Vittorio Pozzo e con Giuseppe Meazza in campo, la squadra azzurra emerse sulla scena calcistica, vincendo la seconda edizione della Coppa Internazionale e il campionato del mondo 1934 da padrona di casa, ove batté, tra gli altri, il Wunderteam austriaco in semifinale e quindi la Cecoslovacchia in finale. L'anno seguente confermò il successo in Coppa Internazionale; quindi nel 1936, trascinata dalle reti del capocannoniere Annibale Frossi, vinse l'oro olimpico a Berlino a scapito dell'Austria. Il bis mondiale arrivò nel campionato del mondo 1938 in Francia, dove l'Italia sconfisse Norvegia, Francia, Brasile e infine Ungheria, con Meazza ancora protagonista.

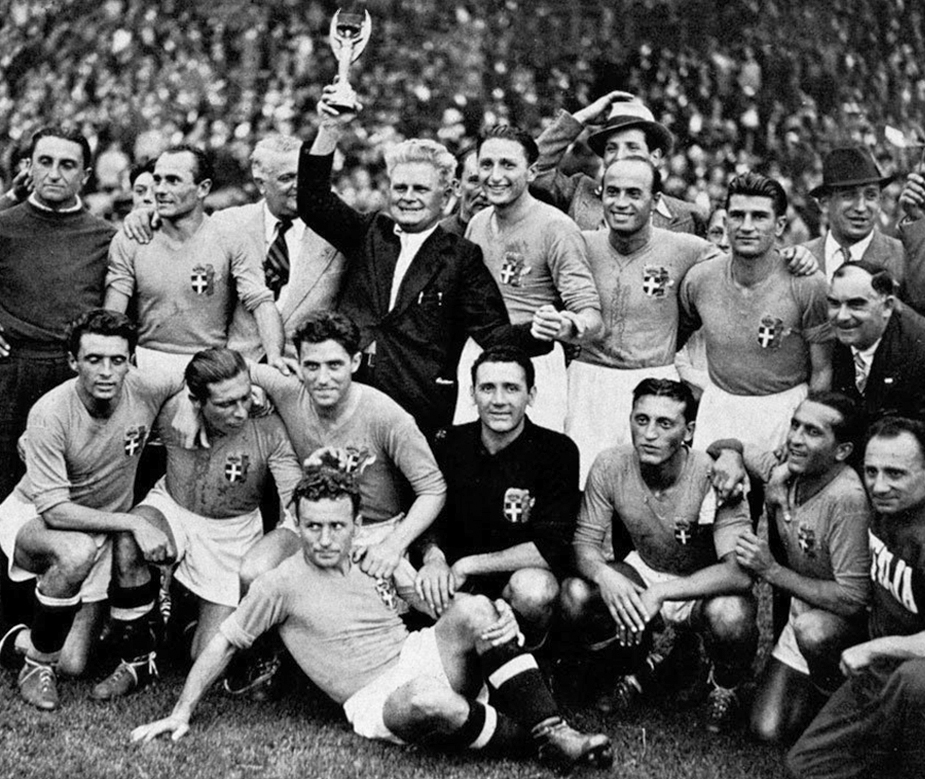
Il secondo titolo mondiale, nell'edizione di.

Dopo la tragedia di Superga nel 1949, che distrusse il Grande Torino, la nazionale risentì della perdita dei suoi giocatori-chiave andando così incontro, tra gli anni 50 e 60, a un periodo di difficoltà. Al campionato del mondo 1950, da campione in carica, non superò la fase a gironi, perdendo contro la Svezia; fu deludente anche la partecipazione al campionato del mondo 1954 dove, una volta superato l'Egitto nelle qualificazioni, venne eliminata al primo turno. La mancata qualificazione al campionato del mondo 1958 acuì una serie di problemi; durante questi anni, gli oriundi entrarono nel dibattito calcistico, ma non bastarono a risollevare le sorti dell'Italia che andò incontro ad altre delusioni al campionato del mondo 1962, a causa di una sconfitta – rimasta nella memoria – contro il Cile, e al campionato del mondo 1966, contro la Corea del Nord, che eliminò gli Azzurri al primo turno.
Nel 1968, sotto la guida di Ferruccio Valcareggi, l'Italia tornò alla ribalta internazionale dopo trent'anni conquistando il suo primo europeo, ospitato proprio nel bel paese. Dopo aver pareggiato con la Jugoslavia in finale, vinse nella gara di ripetizione per 2-0, coi gol di Gigi Riva e Pietro Anastasi.

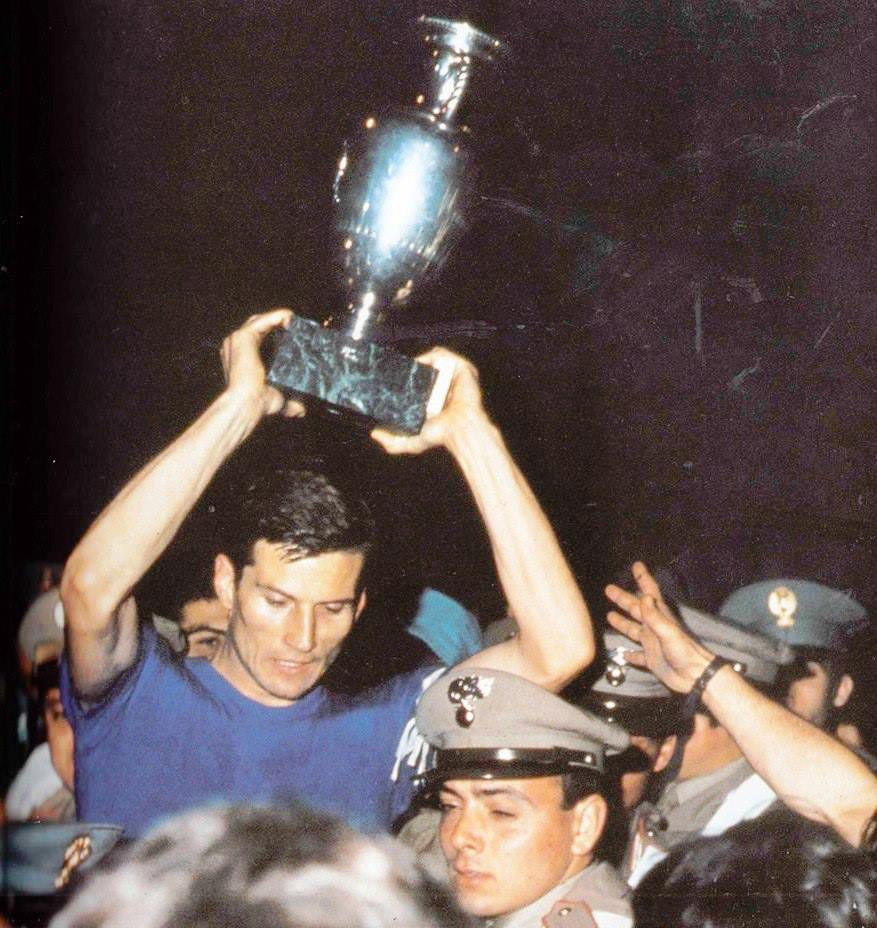
Il primo titolo continentale, nell'edizione di.

Nel decennio seguente, l'Italia visse alti e bassi. Al campionato del mondo 1970 raggiunse la finale – passando per una storica vittoria in semifinale sulla Germania Ovest –, perdendo tuttavia la possibilità di detenere perennemente la Coppa Jules Rimet dopo il rovescio per 4-1 contro il Brasile di Pelé. Quindi al campionato del mondo 1974 in Germania Ovest, l'Italia di Valcareggi non superò la fase a gironi, venendo eliminata dalla Polonia. Questa disfatta segnò la fine del ciclo iniziato con la vittoria continentale del '68.
Con il commissario tecnico Enzo Bearzot, l'Italia si qualificò per il campionato del mondo 1978 in Argentina, superando l'Inghilterra. La squadra, basata su un "blocco Juventus", vinse la prima fase ma andò poi a scemare e finì per piazzarsi solo quarta, perdendo la finale per il terzo posto contro il Brasile (2-1). Nel 1980 l'Italia ospitò il campionato d'Europa, ma, a causa dello scandalo Totonero, la squadra perse alcuni giocatori-chiave: mancato l'accesso alla finale, gli Azzurri disputarono la gara per la terza piazza contro la Cecoslovacchia, perdendo ai rigori. Nel 1982, sempre sotto la guida di Bearzot, arrivò il terzo mondiale: in Spagna, l'Italia fu artefice di successi di rilievo contro le sudamericane Argentina e Brasile – quest'ultima entrata nell'immaginario collettivo – nella seconda fase, e infine sulla Germania Ovest nell'atto finale, sospinta da un Paolo Rossi assurto a capocannoniere del torneo. La notte di Madrid rappresentò il canto del cigno per quella generazione azzurra, che nel quadriennio seguente mancò dapprima la qualificazione al campionato d'Europa 1984 e poi non seppe difendere il titolo al campionato del mondo 1986 in Messico, venendo eliminata agli ottavi dalla Francia di Michel Platini; questa sconfitta sancì la fine del ciclo Bearzot.

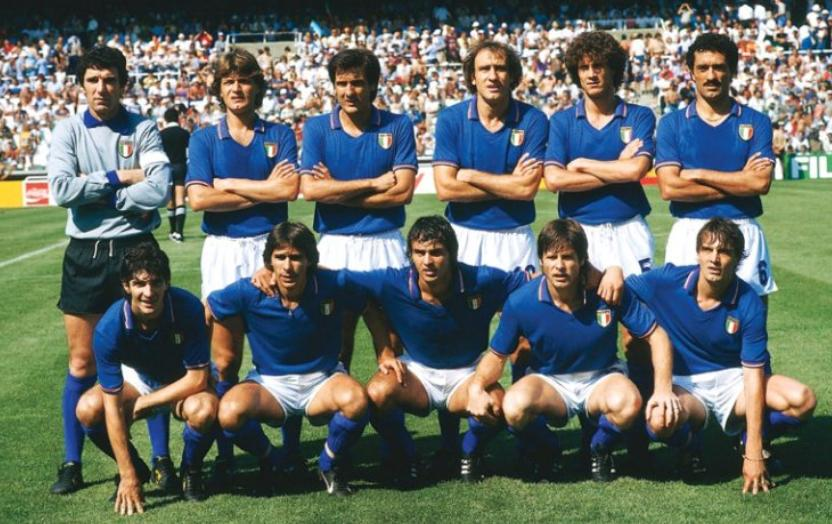
Il terzo titolo mondiale, nell'edizione di.

Con Azeglio Vicini come selezionatore, la squadra si qualificò per il campionato d'Europa 1988 in Germania Ovest. Nonostante il talento emergente di Gianluca Vialli, l'Italia fu eliminata in semifinale dall'Unione Sovietica. Per il campionato del mondo 1990, a cui Italia fu qualificata d'ufficio in quanto Paese organizzatore, Vicini puntò su Salvatore Schillaci che si rivelò a sospresa il protagonista del torneo, primeggiando nella classifica marcatori. L'Italia raggiunse le semifinali, ma fu eliminata dall'Argentina di Diego Armando Maradona ai rigori, vincendo infine il bronzo contro l'Inghilterra. Nel successivo ciclo di qualificazioni per il campionato d'Europa 1992, la squadra si smarrì e fallì l'obiettivo, portando alla sostituzione di Vicini con Arrigo Sacchi.
Sacchi portò l'Italia alla finale del campionato del mondo 1994, dove fu sconfitta dal Brasile ai rigori; il percorso azzurro negli Stati Uniti d'America fu segnato dal contributo decisivo di Roberto Baggio. Nel 1996, Sacchi non riuscì a superare la fase a gironi dell'europeo in Inghilterra, e fu sostituito da Cesare Maldini. Questi qualificò l'Italia al campionato del mondo 1998, pur fallendo l'accesso diretto e ottenendo il pass solo dopo avere superando la Russia ai play-off. Il percorso azzurro nella fase finale in Francia s'interruppe ai rigori nei quarti, proprio contro i padroni di casa, futuri campioni dell'edizione.

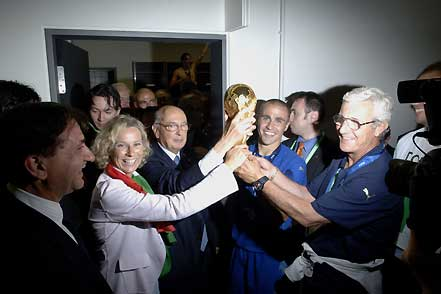
Il quarto titolo mondiale, nell'edizione di.

Dopo l'avvicendamento tecnico fra Maldini e Dino Zoff, con quest'ultimo l'Italia raggiunse la finale del campionato d'Europa 2000, dopo avere primeggiato nel proprio girone e superato poi, nella fase a eliminazione, la Romania ai quarti e, ai rigori, i Paesi Bassi in semifinale; nella finale di Rotterdam contro la Francia, pur rimanendo a lungo in vantaggio, gli Azzurri vennero raggiunti allo scadere dei tempi regolamentari per poi cadere 2-1 nei successivi supplementari, con un golden goal di David Trezeguet. A Zoff subentrò Giovanni Trapattoni, il quale non riuscì a replicare i successi ottenuti con i club. Nel campionato del mondo 2002 l'Italia venne eliminata agli ottavi dalla Corea del Sud, dopo il golden goal di Ahn Jung-hwan. Due anni dopo, non superò la fase a gironi dell'europeo in Portogallo.
Marcello Lippi succedette a Trapattoni nel 2004. Al campionato del mondo 2006 in Germania, l'Italia vinse il suo quarto titolo mondiale, battendo in finale la Francia ai rigori; il capitano di quella squadra, il difensore Fabio Cannavaro, vincerà poi il Pallone d'oro. Lippi lasciò da campione del mondo in carica, e la nazionale venne affidata a Roberto Donadoni che la guidò al campionato d'Europa 2008, dove venne eliminata ai quarti dalla Spagna, futura campione continentale, ai rigori. Tale epilogo riportò Lippi in sella, ma la sua seconda gestione azzurra non ripeté i successi della prima, con due eliminazioni al primo turno sia alla FIFA Confederations Cup 2009 sia soprattutto al campionato del mondo 2010.

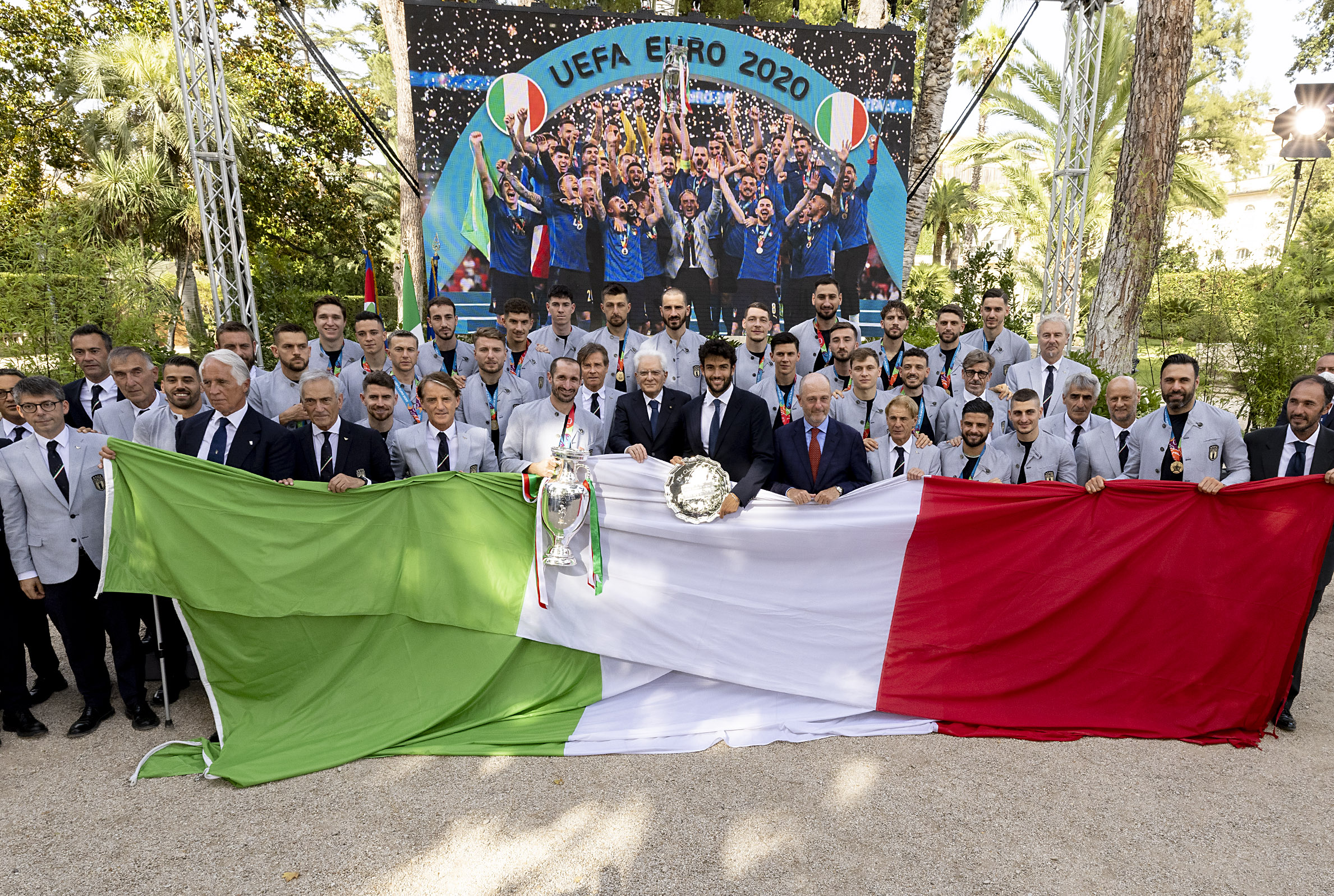
Il secondo titolo continentale, nell'edizione di.

Divenuto commissario tecnico Cesare Prandelli, l'Italia si qualificò al campionato d'Europa 2012 dove raggiunse la finale, venendo sconfitta per 4-0 dai campioni uscenti spagnoli. La squadra partecipò poi alla FIFA Confederations Cup 2013, ottenendo il terzo posto. Questo positivo momento s'interruppe al campionato del mondo 2014, dove gli Azzurri vennero eliminati al primo turno. Antonio Conte sostituì Prandelli, portando l'Italia ai quarti di finale del campionato d'Europa 2016, dove fu eliminata ai quarti, e ai rigori, dalla Germania campione del mondo in carica. Quindi seguì la breve e deludente gestione tecnica di Gian Piero Ventura, con cui la squadra mancò l'accesso al campionato del mondo 2018, battuta ai play-off dalla Svezia e fallendo così la qualificazione per la prima volta in 60 anni.
Dopo la mancata partecipazione al mondiale, la nuova gestione tecnica di Roberto Mancini qualificò l'Italia al campionato d'Europa 2020; quindi nella fase finale conquistò il suo secondo titolo continentale, battendo, tra gli altri, Spagna in semifinale e Inghilterra in finale, entrambe ai rigori. Durante la gestione Mancini arrivarono anche due terzi posti in UEFA Nations League, nelle edizioni 2020-2021 e 2022-2023, tuttavia inframezzati da un'altra disfatta rappresentata dalla seconda mancata partecipazione consecutiva al mondiale, cadendo ancora ai play-off, stavolta contro la Macedonia del Nord.
Chiusa l'era Mancini, la nazionale non seppe difendere il titolo continentale al campionato d'Europa 2024 dove, guidata dal selezionatore Luciano Spalletti, venne eliminata agli ottavi di finale dalla Svizzera.

## Strutture

### Stadio

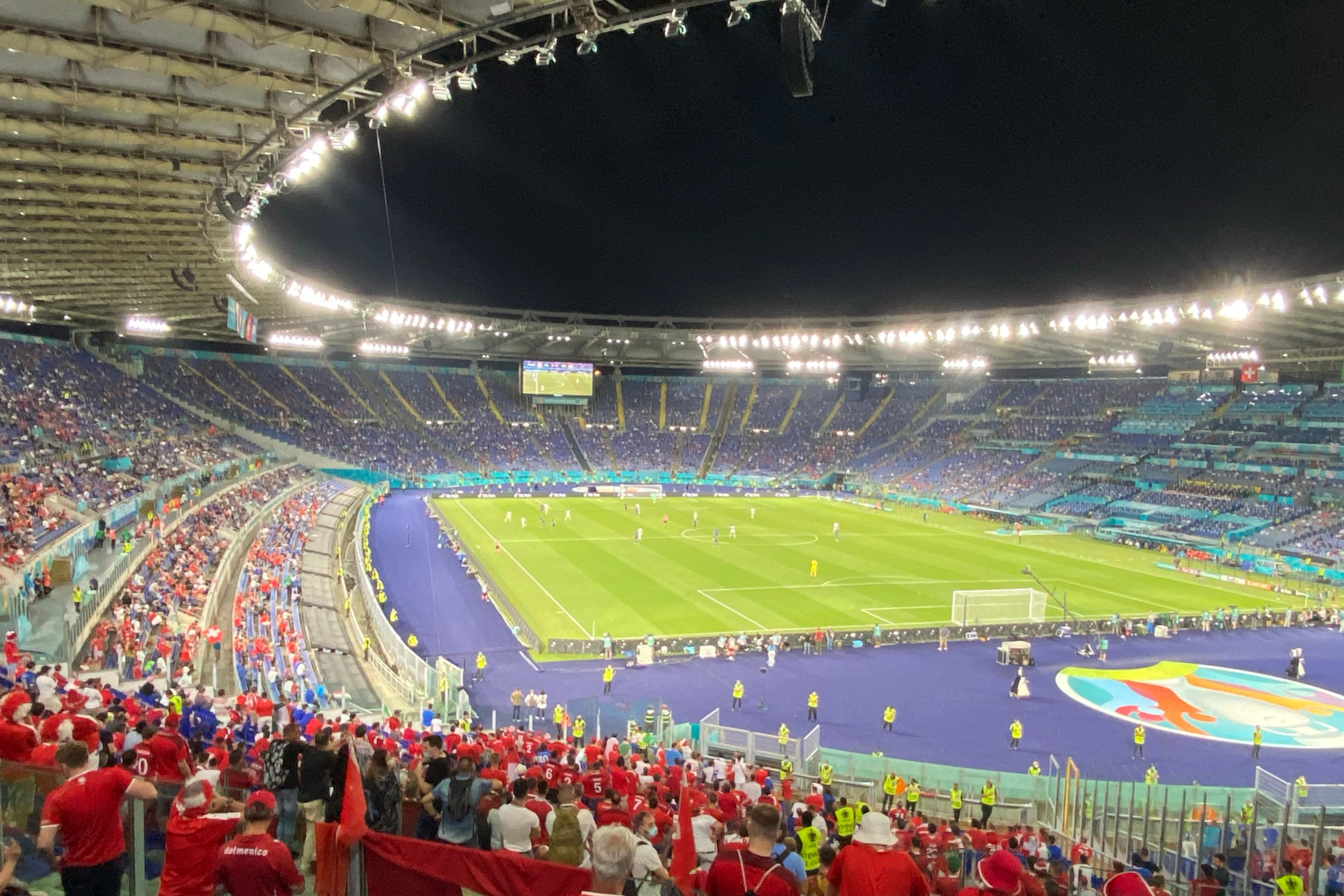
L'Olimpico di Roma, impianto con il maggior numero di incontri degli Azzurri, in occasione di Italia – al

La nazionale maschile italiana non ha uno stadio fisso per le proprie partite casalinghe, ma disputa gli incontri in vari impianti sul territorio nazionale. Tuttavia, lo stadio Olimpico di Roma è la sede più utilizzata, avendo ospitato 64 partite degli Azzurri fino al 2023. Altre sedi frequentemente utilizzate includono lo stadio Giuseppe Meazza di Milano, con 47 incontri, e lo stadio Artemio Franchi di Firenze, con 30 partite disputate.

### Centro di allenamento

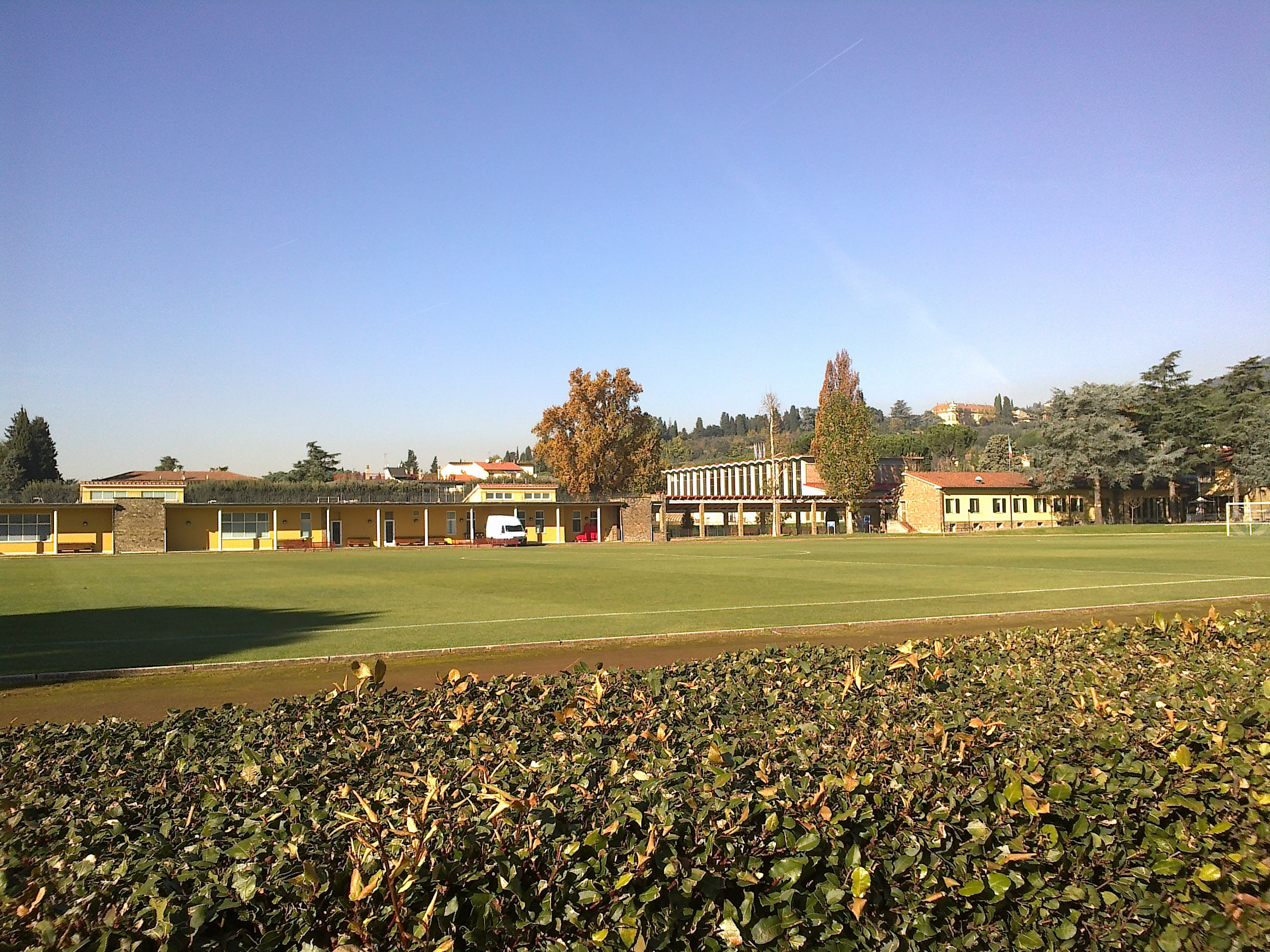
Centro Tecnico Federale "Coverciano" nel 2013

Il Centro Tecnico Federale Luigi Ridolfi di Coverciano, a Firenze, è la sede ufficiale degli allenamenti della Nazionale italiana di calcio. Il termine "Coverciano" è divenuto sinonimo del ritiro degli Azzurri, che vi svolgono abitualmente preparazioni e ritiri pre-gara, oltre a disputare talvolta amichevoli non ufficiali. Inaugurato nel 1958 come primo centro del genere al mondo, è gestito dalla FIGC e ospita tutte le selezioni nazionali, maschili e femminili. Per il suo ruolo formativo nel calcio professionistico, è noto anche come "Casa degli Azzurri" e "Università del calcio".
Saltuariamente la nazionale ha utilizzato anche altri impianti per le sedute di allenamento tra i quali, ad esempio, il Centro sportivo La Borghesiana (struttura polivalente di proprietà privata) e il Centro di Preparazione Olimpica Giulio Onesti (di proprietà del CONI), entrambi a Roma, o il centro polivalente di Sportilia, ubicato a Santa Sofia (FC) e di proprietà dell'Istituto per il credito sportivo.
Anche alcuni centri sportivi di proprietà dei club Serie A hanno occasionalmente ospitato gli allenamenti della nazionale, come nel caso dello Juventus Training Center di Vinovo (TO), del Centro Sportivo Angelo Moratti dell'Inter ad Appiano Gentile (CO) o del Centro sportivo Milanello del Milan a Carnago (VA).

### Museo

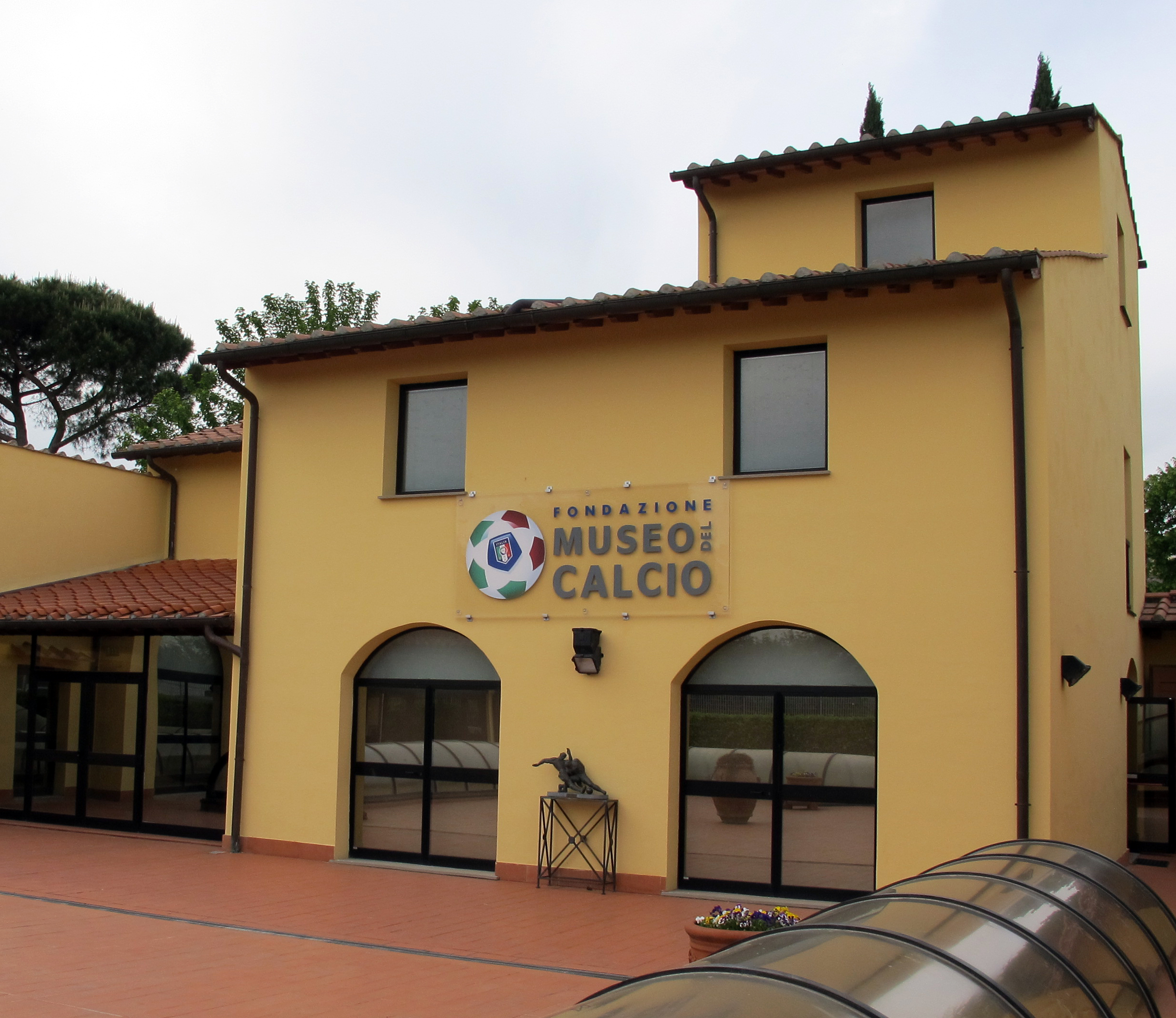
L'ingresso del Museo del Calcio

Il Museo del Calcio, inaugurato nel 2000 e situato nella casa coloniale Podere Gignoro all'interno del Centro Tecnico Federale della FIGC a Firenze, raccoglie la storia presente e passata della nazionale e della FIGC. Sono esposti numerosi cimeli della nazionale italiana dal 1922 ad oggi (palloni, medaglie, scarpe, maglie, ecc.), oltre a un centro informativo digitale con archivio di fotografie e filmati. La Fondazione Museo del Calcio ospita regolarmente, all'interno dei suoi spazi, mostre temporanee ed eventi culturali oltre ad organizzare periodicamente mostre itineranti su tutto il territorio nazionale, presso altri musei ed istituzioni pubbliche.
Qui sono custodite le copie dei trofei conquistati dagli Azzurri, e alcune medaglie dei giocatori riferite ai vari piazzamenti sul podio in alcuni tornei.

### Casa Azzurri

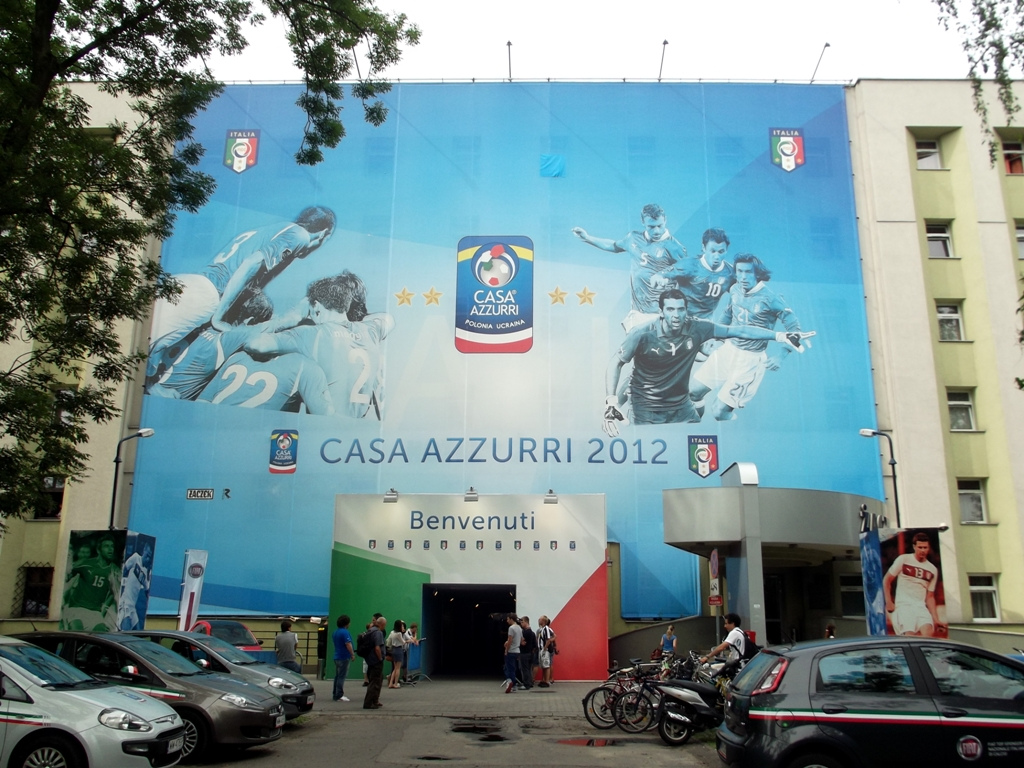
Casa Azzurri del 2012 a Cracovia

Casa Azzurri è una struttura temporanea della FIGC che accompagna la nazionale in occasione delle partecipazioni della squadra alle fasi finali della Coppa del Mondo FIFA, del Campionato europeo di calcio e della UEFA Nations League. Casa Azzurri viene allestita, fin dalla sua prima edizione per il campionato del mondo 1998, in una location temporanea solitamente ubicata nella città sede del ritiro della squadra per la competizione, ed accoglie media, istituzioni, vertici della federazione, artisti in concerto e testimonial, per la promozione del "made in Italy".
Con il passare delle edizioni, la struttura è andata ad ampliandosi sempre più: dal campionato d'Europa 2016 è partita la formula Casa Azzurri on Tour che segue la squadra, dalla propria sede di ritiro dove è ubicata la struttura principale, anche nelle città dove disputa gli incontri del torneo; dal campionato d'Europa 2020 Casa Azzurri è aperta anche ai tifosi; nel 2022 si è allargata anche ad altre squadre del Club Italia come la nazionale femminile e le nazionali di beach soccer; per il campionato d'Europa 2024 è stata allestita, per la prima volta, anche una Casa Azzurri Italia a Milano, parallela a quella realizzata in Germania al seguito dalla squadra.

## Colori e simboli

### Colori

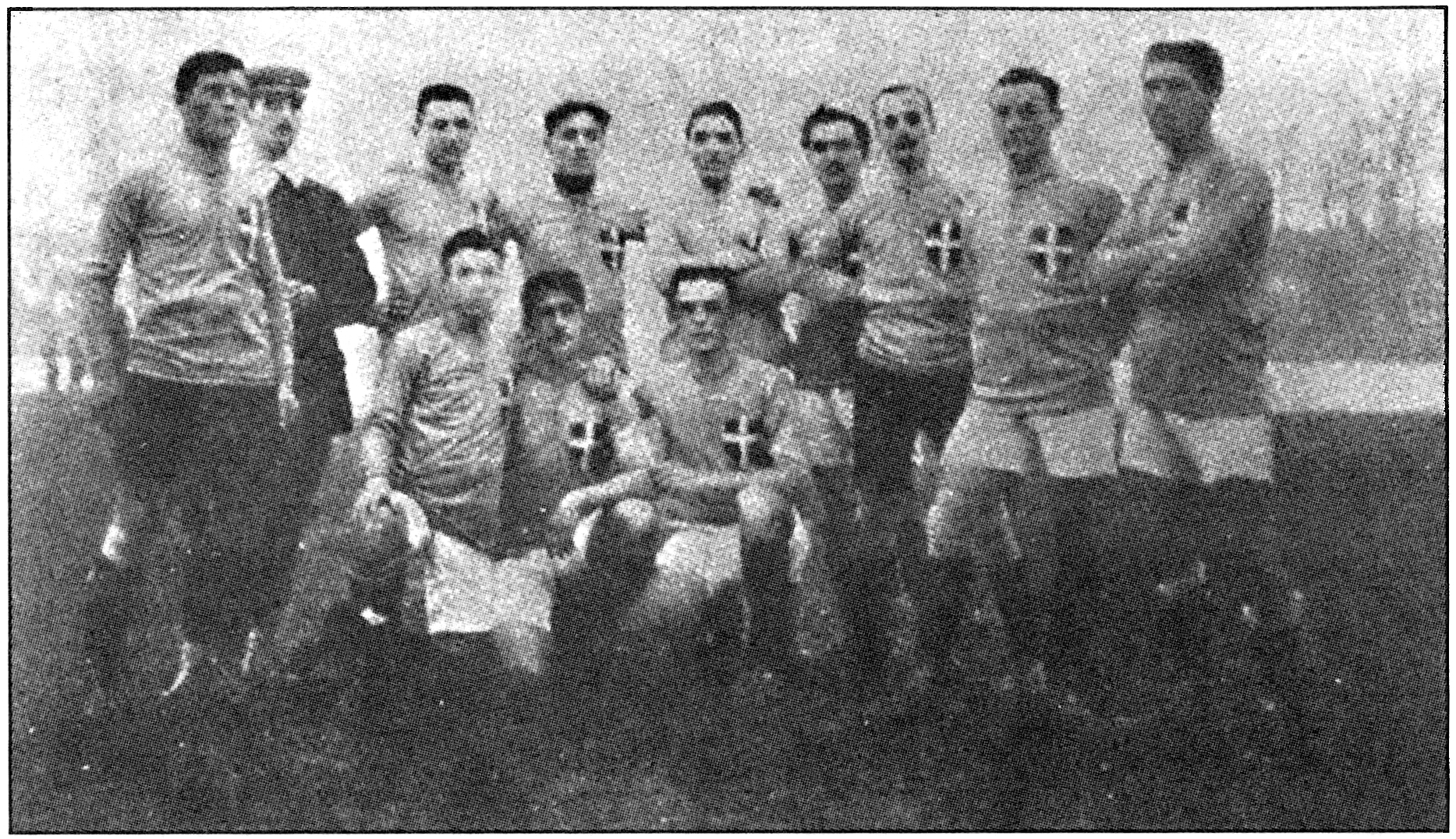
Nel 1911 la nazionale indossa per la prima volta la maglia azzurra.

Il colore ufficiale della nazionale di calcio dell'Italia, in tutte le rappresentative maschili e femminili, è l'azzurro; nello specifico nella gradazione denominata blu Savoia, avente saturazione cromatica compresa fra il blu pavone e il pervinca, più chiaro del blu pavone. Per le prime due partite della sua storia, in realtà, l'Italia indossò maglie bianche con lo stemma di Casa Savoia; in occasione del terzo incontro ufficiale della nazionale, il 6 gennaio 1911 a Milano contro l'Ungheria, sempre in onore della famiglia reale si decise di adottare l'azzurro – in realtà blu Savoia, un azzurro molto intenso – come colore ufficiale della divisa, dando origine al soprannome "Gli Azzurri".
Sulla scelta dell'azzurro erano state fatte varie ipotesi: la prima, che fosse stato ripreso dai colori della nazionale francese; la seconda, che venisse dal colore dei mari e del cielo italiani; la terza, che si fosse casualmente scelto un colore alternativo al bianco a causa della forte nevicata avvenuta quella mattina, e del clima nebbioso milanese, in occasione della partita contro gli ungheresi (il bianco avrebbe infatti confuso i giocatori italiani con l'ambiente circostante). In realtà, le fonti storiche spiegano come l'azzurro sia stato scelto in onore dei Savoia, dinastia regnante all'epoca in Italia, in quanto rappresentava il colore del loro casato fin dal 1360. Il blu Savoia, a sua volta, era stato desunto dalla tinta del manto di Maria Vergine, tradizionalmente di colore azzurro, a cui la casata era devota. A riprova dell'origine monarchica della scelta, sul lato sinistro delle neonate maglie azzurre venne cucita la croce sabauda, ovvero una croce bianca in campo rosso.
Il calcio fu la prima disciplina sportiva ad adottare la maglia azzurra quale simbolo di appartenenza all'Italia, che in seguito venne utilizzata da quasi tutte le rappresentative nazionali negli altri sport.

### Divise

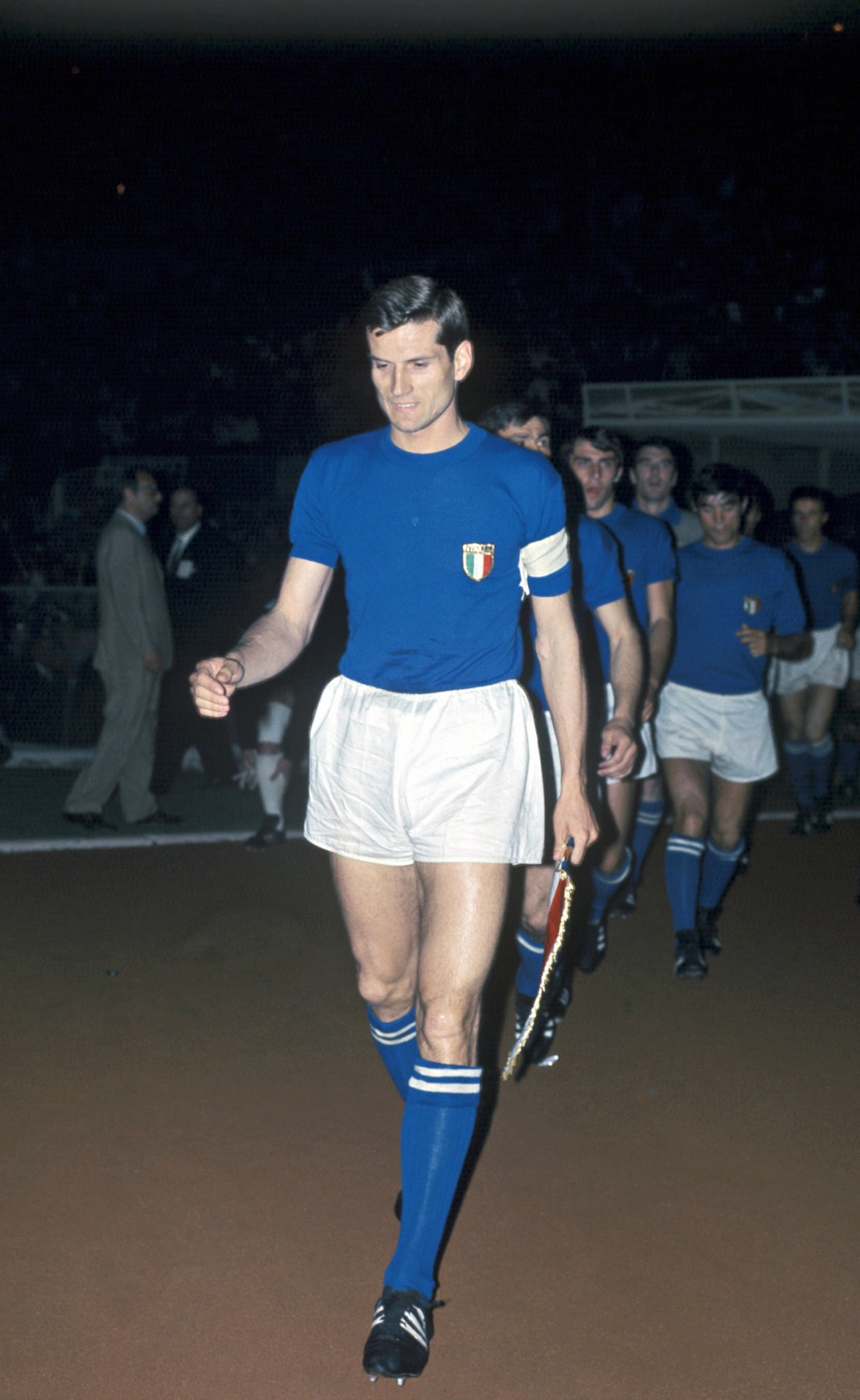
La classica divisa italiana: maglia azzurra, pantaloncini bianchi e calzettoni azzurri.

La prima divisa della nazionale di calcio dell'Italia, ovvero quella "casalinga", è tradizionalmente composta da una maglia azzurra, da pantaloncini bianchi e da calzettoni azzurri. La maglia è di colore azzurro dal 1911, salvo qualche periodo in cui questo colore tendeva più al celeste. I pantaloncini sono bianchi, negli ultimi venti anni spesso utilizzati anch'essi di colore azzurro a formare una divisa a tinta unita, mentre in passato sono stati usati occasionalmente anche di colore nero o marrone. I calzettoni infine sono azzurri dal 1960, poiché in precedenza erano neri con bordo azzurro.
La seconda divisa, ovvero quella da "trasferta", è tradizionalmente composta da una maglia bianca con richiami all'azzurro, da pantaloncini azzurri e da calzettoni bianchi. La maglia è di colore bianco dal 1911, salvo divenire nera in qualche occasione, durante il periodo fascista. I pantaloncini sono azzurri, spesso utilizzati anch'essi di colore bianco a formare una divisa a tinta unita; altri colori utilizzati per i pantaloncini sono il blu navy o il nero. I calzettoni infine sono bianchi, salvo alcune divise del passato che disponevano di calzettoni azzurri o neri.

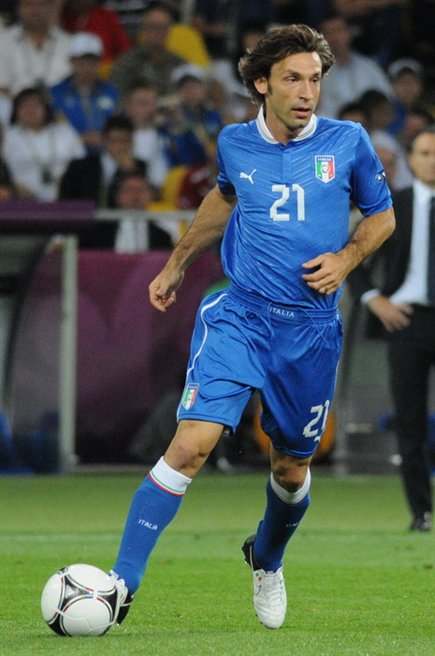
L'Italia in totale completo azzurro, una scelta cromatica sovente utilizzata dalla nazionale a partire dagli anni 2000 e già saltuariamente vista in passato.

Il 1954 è l'anno in cui venne indossata una terza divisa, che presentava un colore alternativo all'azzurro e al bianco, i due colori storici: il 5 dicembre di quell'anno, l'Italia ospitò un’amichevole contro l'Argentina e i giocatori della selezione italiana scesero in campo con una inedita maglia verde, sulla quale veniva mantenuto lo stesso stemma usato in quel periodo. I pantaloncini rimasero bianchi, mentre i calzettoni furono neri bordati di verde. Per i cinquant'anni che seguirono quell'evento, la nazionale rimase con i classici due colori fino al 2004 quando, per un'amichevole a Reykjavík con l'Islanda del 17 agosto, l'Italia utilizzò un'inedita divisa blu scuro.
Per i portieri della nazionale, invece, la prime divise furono di colore bianco o nero. Nel secondo dopoguerra si cambiò passando a varie tonalità di grigio, con colletto e bordi blu e pantaloncini neri. Questa divisa dei portieri rimase pressoché invariata fino agli anni ottanta, quando il grigio della maglia divenne un argento metallico, frutto anche delle novità tecniche dell'industria tessile. Dall'inizio del decennio successivo vennero realizzate ancora divise dei portieri con i colori tradizionali argento o grigio, ma che presentavano anche altri colori in disegni centrali e/o sulle maniche. Nella seconda metà degli anni novanta invece si è abbandonato l'utilizzo di un colore univoco per la divisa dei portieri, pur utilizzando ancora il grigio ed arrivando ad avere nel kit ufficiale anche quattro divise ufficiali per il portiere.
Nel 2019 l'Italia torna a dotarsi di una terza divisa, rispolverando nell'occasione il succitato verde già visto nel 1954.

### Simboli ufficiali

#### Stemma

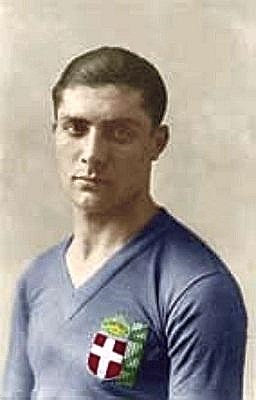
Giuseppe Meazza posa con la maglia azzurra del periodo interbellico, sulla quale la croce sabauda del Regno d'Italia era affiancata al fascio littorio del regime fascista.

Dal terzo incontro nel 1911, quando venne adottato il colore azzurro per le maglie, e fino alla nascita della Repubblica Italiana nel 1946 lo stemma adottato sulla divise della nazionale di calcio dell'Italia consisteva nella croce sabauda, costituita da una croce bianca in campo rosso, su sfondo azzurro, simbolo di Casa Savoia, dinastia allora regnante in Italia; a questo simbolo venne aggiunto, durante il ventennio di regime fascista, il fascio littorio a lato destro dello stesso.
Dal 1947 e fino al 1984 trovò posto sulle maglie un tricolore raccolto in uno scudetto con bordo dorato, di forma analoga a quello delle squadre campioni d'Italia di qualsiasi disciplina, al quale venne aggiunta nel 1952 una banda orizzontale nera, anch'essa all'interno di una ulteriore bordatura dorata e sormontante lo stesso scudo, contenente la scritta ITALIA in maiuscolo e di colore oro. Questo logo accompagnò gli incontri della nazionale fino al 1982, quando venne apportata una piccola variante consistente nell'aggiunta della scritta FIGC, sempre in color oro, posizionata verticalmente nella banda bianca del tricolore. A seguito della vittoria nel campionato del mondo 1982 venne modificato lo stemma, e il nuovo logo prevedeva uno scudo svizzero, bordato in oro, contenente il tricolore sovrastato da una banda nera al cui interno trovavano spazio tre stelle dorate, rappresentanti i tre titoli mondiali conquistati.

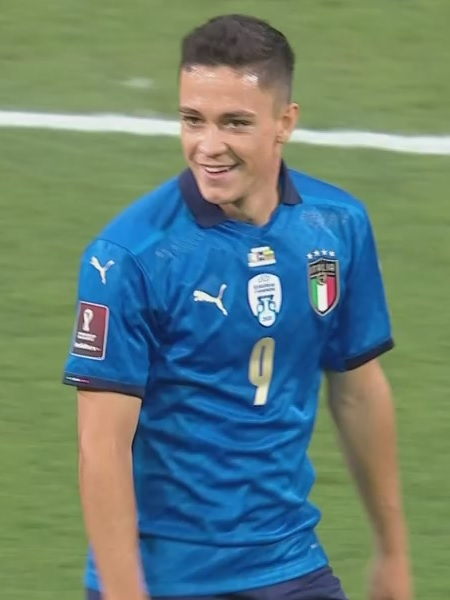
La maglia utilizzata a Euro 2020, indossata da Giacomo Raspadori, con lo stemma in uso fino al 2022.

Dal 1984 fino al 1998 lo stemma sulle maglie corrispose al logo istituzionale della FIGC, modificato solo una volta nel 1991. Dal 1999, pur mantenendo la Federcalcio un proprio logo, sulle maglie azzurre comparve nuovamente lo scudetto tricolore, che venne apposto sulle casacche fino al 2006, quando la FIGC ripropose nuovamente sulle divise il proprio logo, peraltro modificato in quel periodo.
Da allora le modifiche apportate allo stemma della nazionale sono state tre: la prima nel 2007 per fregiarsi della quarta stella corrispondente ai titoli mondiali vinti, la seconda nel 2017 e l'ultima, corrispondente al logo attuale, a inizio 2023.
Il 2 gennaio 2023 è stato presentato un nuovo scudetto sulle maglie azzurre, composto dal tricolore italiano, sormontato dalla scritta centrale FIGC e due strisce anch'esse dorate ai suoi lati, il tutto sovrastato dall'epigrafe ITALIA in azzurro; sempre in azzurro è anche il bordo dello scudetto e le quattro stelle esterne al di sopra di esso. Questo logo differisce da quello istituzionale della FIGC, presentato a ottobre 2021, nel solco di quanto già fatto da altre federazioni calcistiche che avevano deciso di differenziare i loghi tra l'istituzione e le rispettive nazionali.

#### Inno
L'inno ufficiale della nazionale di calcio dell'Italia è Il Canto degli Italiani (conosciuto anche come Fratelli d'Italia, Inno di Mameli o Canto nazionale), inno nazionale della Repubblica Italiana, che viene suonato prima di ogni incontro degli Azzurri. È un canto risorgimentale scritto da Goffredo Mameli e musicato da Michele Novaro nel 1847, e il testo si compone di sei strofe e un ritornello, che si alterna alle stesse. Prima degli incontri della nazionale di calcio, vengono eseguite l'introduzione, la strofa, una ripetizione della strofa e il ritornello; solitamente nella versione strumentale.
Il 2 gennaio 2023, con il lancio del nuovo scudetto sulle maglie azzurre, è stata presentata anche la nuova "identità sonora", composta dal sound logo e dal tema musicale, che vengono riprodotte su ogni mezzo di comunicazione, fisico e digitale, oltre ad accompagnare l'ingresso in campo della nazionale. Il sound logo del nuovo scudetto dura tre secondi, ed è composto con due semplici note allo scopo di creare un carattere fortemente emozionale, mentre il tema musicale da cui deriva, intitolato Azzurri, è stato composto e prodotto da Enrico Giaretta e Maurizio D'Aniello con la voce della soprano Susanna Rigacci.

## Gestione

L'incontro di Milano tra Italia B e Inghilterra B dell'11 maggio 1950.

Il Club Italia è un organismo della Federazione Italiana Giuoco Calcio che riunisce e coordina la gestione delle attività di tutte le squadre nazionali, sia maschili sia femminili, delle discipline poste sotto l'egida della federazione (calcio, calcio a 5 e beach soccer).

La nazionale di Lega della Serie A scesa in campo nel 1988.

Il Club Italia è presieduto dal presidente federale della FIGC, che impartisce le linee guida e approva i programmi tecnici, decide l'organigramma delle strutture del club, oltre a essere il Capo delegazione della nazionale A. Viene coadiuvato dal vicepresidente vicario della federazione e dal presidente della Lega Serie A, oltre ad avere la possibilità di istituire un organo consultivo composto da personalità del calcio italiano. La responsabilità delle scelte tecniche della nazionale A è invece affidata al Commissario tecnico.
La struttura del Club è formata dall'Area operativa e dall'Area tecnica, che si suddivide nelle seguenti funzioni: Performance e ricerca, Area medica, Football Analysis.
In passato vi è stata anche una seconda squadra, la nazionale B, che occasionalmente ha funto da supporto e sviluppo per la prima squadra. Nel tempo, la formazione ha affrontato le squadre di altre nazioni e giocato partite contro altre formazioni B delle rispettive nazionali. Fin dalla creazione della squadra nel 1927, sono state giocate 70 partite ufficiali. A questi incontri possono essere aggiunte altre 8 gare, disputate da selezioni interregionali.
Si fregiò impropriamente del titolo di "nazionale" anche la rappresentativa di Lega della Serie A che, dagli anni 1960 agli anni 1990, fu sporadicamente attiva con una propria maglia azzurra e un proprio stemma, attingendo – indistintamente tra giocatori italiani e non – dall'intero bacino della Serie A per affrontare in amichevole altre leghe, per un totale di 11 incontri.

## Diffusione nella cultura di massa
(Paolo Colombo, Gioachino Lanotte, 2021)
La nazionale italiana di calcio ha assunto, nel corso dei decenni, un posto di rilievo nell'ambito socioculturale dell'Italia, arrivando a creare un sentimento convergente di attaccamento alla squadra e di unità del Paese, le cui storie oramai si intrecciano. A tutto ciò hanno contribuito le vittorie nel secondo dopoguerra, unite all'avvento dei mass media (come la televisione, la letteratura, il cinema, la canzone popolare, i giornali e internet); infatti la Coppa del Mondo FIFA vinta dagli Azzurri nel 1982 divenne un evento così penetrato dentro la storia d'Italia e nell'immaginario collettivo tanto da costituirsi come un tratto dell'identità nazionale.
In televisione, proprio la finale mondiale del 1982 vinta dagli Azzurri per 3-1 contro la Germania Ovest è stata il programma in assoluto più seguito nella storia della tv italiana, con 36,7 milioni di telespettatori, e da quando esiste il sistema Auditel di rilevamento degli ascolti televisivi italiani (1986), nella classifica dei 50 programmi più visti, ben 45 sono incontri della nazionale. Tra l'altro, gli incontri degli Azzurri in competizioni ufficiali devono essere trasmessi in chiaro e in diretta in quanto rientranti nell'elenco degli «eventi di particolare rilevanza per la società di cui deve essere assicurata la diffusione su palinsesti in chiaro», redatto nel 2012 dall'Autorità per le garanzie nelle comunicazioni. La conquista del quarto titolo mondiale, invece, fece segnare il record di vendite e di tiratura nella storia, per un quotidiano italiano: il 10 luglio 2006 La Gazzetta dello Sport ebbe oltre 2,3 milioni di copie vendute.
La popolarità della nazionale di calcio la rende oggetto e sfondo di alcuni lungometraggi, canzoni e testi letterari anche estranei all'ambito strettamente sportivo.

## Calciatori

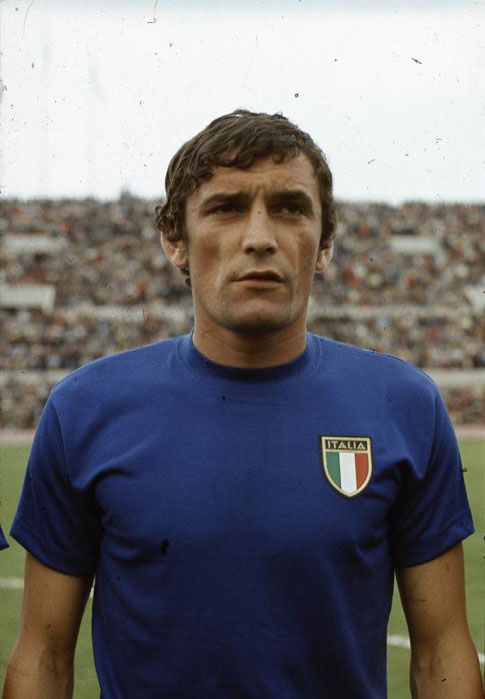
Gigi Riva, detentore del record di reti.

In più di 110 anni di storia, hanno vestito la maglia della nazionale di calcio dell'Italia oltre 800 calciatori, in gran parte tesserati dai club italiani al momento della convocazione.
Tra i calciatori di maggior rilievo che hanno vestito la maglia azzurra, figurano gli otto inseriti nella lista FIFA Century Club, composta da giocatori che hanno disputato almeno 100 incontri con la propria nazionale: Gianluigi Buffon, Fabio Cannavaro, Paolo Maldini, Daniele De Rossi, Andrea Pirlo, Leonardo Bonucci, Giorgio Chiellini e Dino Zoff. Quest'ultimo, tra l'altro, è stato inserito nel 2004 nella UEFA Jubilee Awards quale miglior calciatore italiano della metà di secolo precedente, oltre a essere l'unico azzurro ad aver conseguito il titolo di campione sia d'Europa sia del mondo.
Tra i cannonieri si segnalano Gigi Riva, Giuseppe Meazza e Silvio Piola, oltre a Paolo Rossi e Salvatore Schillaci che hanno conseguito il titolo di capocannonieri di una edizione del campionato mondiale di calcio.
Anche grazie alle loro gesta in nazionale, oltre al contributo dato nel proprio club, hanno vinto il Pallone d'oro, massimo riconoscimento individuale per un calciatore, Gianni Rivera (1969), Paolo Rossi (1982), Roberto Baggio (1993), Fabio Cannavaro (2006) e l'oriundo Omar Sivori (1961). Il termine "oriundo" è diffusamente usato per indicare un calciatore di nazionalità straniera ma di origine italiana, equiparato nella normativa sportiva ai cittadini della penisola e perciò ammesso a far parte della nazionale azzurra; è stato il caso di Anfilogino Guarisi, Atilio Demaría, Luis Monti, Enrique Guaita e Raimundo Orsi campioni del mondo con l'Italia nel 1934, di Michele Andreolo campione del mondo nel 1938, di Mauro Germán Camoranesi campione del mondo nel 2006, di Jorginho, Emerson Palmieri e Rafael Tolói campioni d'Europa nel 2021, e di diversi altri calciatori a partire dagli anni 1930 fino a oggi.

### Capitani

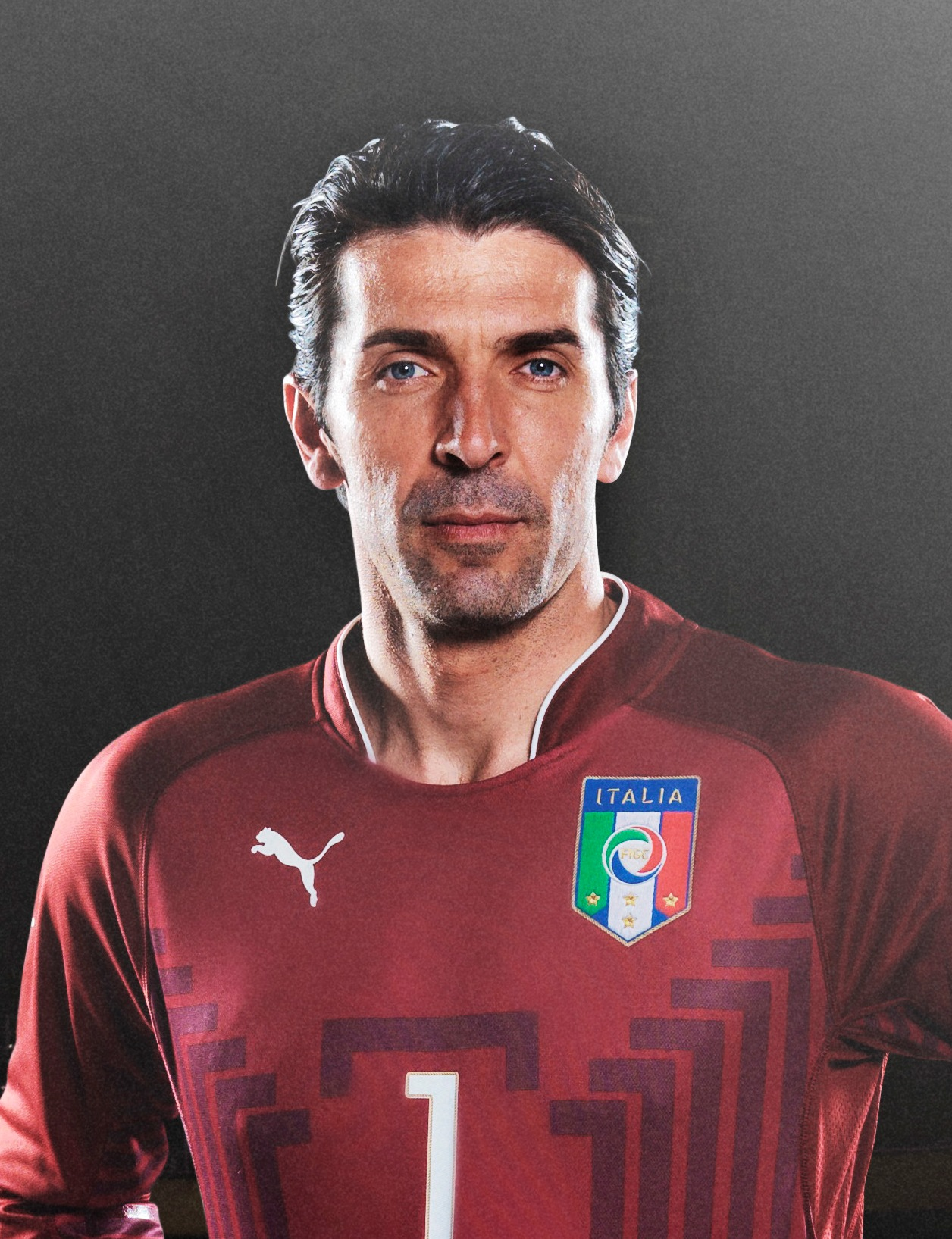
Gianluigi Buffon, detentore del record assoluto di presenze, anche da capitano.

I capitani sono tutti quei calciatori che hanno indossato dal 1º minuto di un incontro ufficiale la fascia di capitano della nazionale italiana, sia in maniera stabile per un determinato periodo, essendogli riconosciuto in veste ufficiale questo ruolo, sia occasionalmente per uno o più incontri.
Nella storia della nazionale azzurra, oltre 90 calciatori hanno indossato la fascia di capitano della squadra; di questi, 31 sono stati i capitani "designati" che hanno svolto questo ruolo stabilmente per un determinato periodo. Gianluigi Buffon è il recordman per incontri disputati da capitano (80 partite) mentre Giacinto Facchetti ha assolto questo ruolo per il periodo di tempo più lungo (11 anni). Altri capitani di maggior rilievo, per numero di incontri e/o periodo di tempo, sono stati Fabio Cannavaro, Paolo Maldini, Dino Zoff, Giuseppe Bergomi, Franco Baresi, Giampiero Boniperti, Giorgio Chiellini e Silvio Piola.
Il capitano attuale della squadra è, dal 2024, Gianluigi Donnarumma.

### Contributi dai club

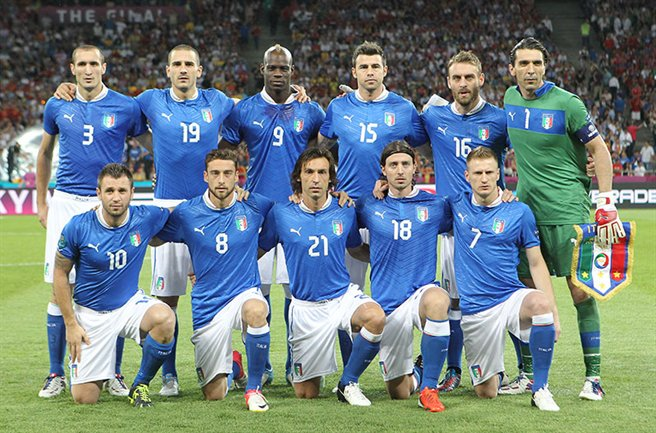
L'Ital-Juve dei primi anni 2010: la Juventus è il club che storicamente ha fornito il maggior numero di tesserati alla nazionale.

La maggioranza dei calciatori che hanno vestito la maglia azzurra proviene dai club italiani. Tra l'altro, fino agli anni 1990 non vi era mai stato nessun calciatore azzurro convocato nella selezione italiana, che militasse in quel momento in un club straniero. Il contributo dei vari club italiani alla nazionale, rispecchia più o meno quella che è la tradizione sportiva del Paese: la società che in assoluto vanta il maggior numero di calciatori forniti alla nazionale, con conseguente maggior numero di presenze, è la Juventus, che distanzia l'Inter e il Milan che, a loro volta, primeggiano su Roma, Fiorentina e Torino.
Il massiccio contributo della società bianconera alla Nazionale A, nel corso dei decenni ha portato a identificare il binomio con vari soprannomi: negli anni trenta, si parlò di «Nazio-Juve»; sul finire degli anni settanta Enzo Bearzot aprì un nuovo ciclo di grandi risultati per la Nazionale basata sul gruppo dei giovani giocatori della Juventus guidata all'epoca da Giovanni Trapattoni, che divenne il cosiddetto «Blocco-Juve»; nello scorso decennio infine, con il c.t. Cesare Prandelli che poté contare su sei bianconeri tra i titolari al campionato d'Europa 2012 (includendo il reparto difensivo, che a posteriori, sarebbe stato noto come la «BBC»), i media coniarono l'appellativo d'«Ital-Juve».
Il record di calciatori in campo provenienti dallo stesso club fu quello stabilito dal «Grande Torino», squadra pluricampione d'Italia negli anni quaranta, l'11 maggio 1947: il commissario tecnico Vittorio Pozzo schierò nell'amichevole vinta 3-2 sull'Ungheria dieci giocatori granata (Ballarin, Maroso, Rigamonti, Grezar, Castigliano, Menti, Mazzola, Ferraris II, Loik, Gabetto) con il solo portiere Sentimenti IV proveniente dalla Juventus. È invece di nove calciatori dello stesso club in campo il record nelle competizioni ufficiali: contro l'Ungheria nella Coppa Internazionale 1933-1935 (Juventus), contro la Jugoslavia nella Coppa Internazionale 1955-1960 (Fiorentina) e infine contro i Paesi Bassi al campionato del mondo 1978 (ancora Juventus). I bianconeri detengono infine il primato assoluto di tesserati convocati per la fase finale di un torneo: sia al campionato mondiale di calcio 1934, sia a quello del 1978, su ventidue convocati ben nove erano bianconeri.

## Commissari tecnici

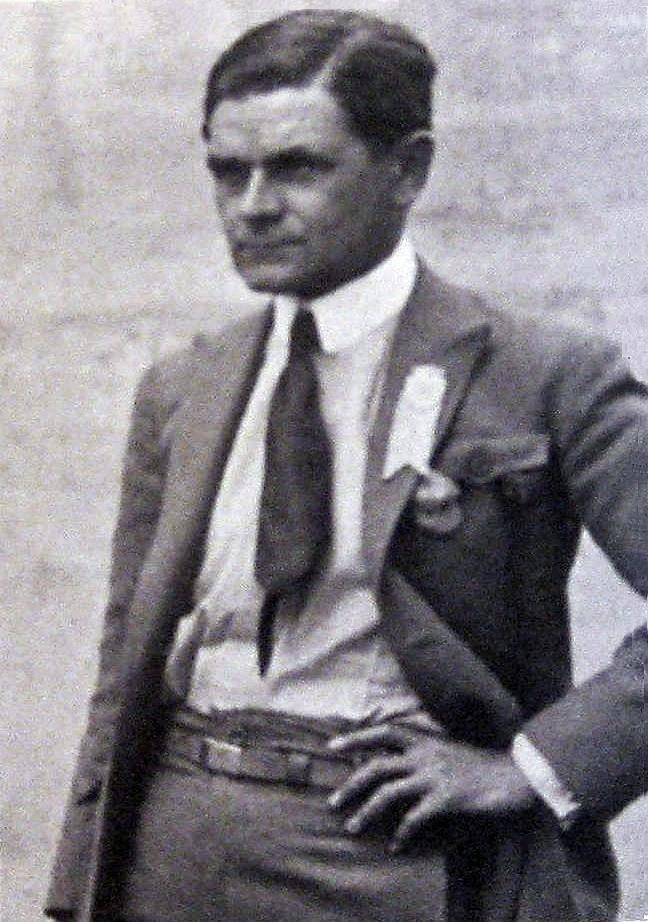
Vittorio Pozzo, l'allenatore con il maggior numero di vittorie in nazionale, oltreché il più titolato con due mondiali, un oro olimpico e due Coppe Internazionali.

Nel calcio italiano, l'uso del termine «selezionatore», che nel resto del mondo è comunemente appannaggio dell'allenatore di una nazionale calcistica, è storicamente soppiantato dall'insolita denominazione di commissario tecnico, a sua volta abbreviato in C.T. e colloquialmente reso in citì. Ciò è dovuto al fatto che, ai suoi albori, la squadra azzurra fosse guidata da una «commissione tecnica» – di cui facevano parte allenatori dei club, dirigenti, preparatori atletici, arbitri e, talvolta, persino giornalisti sportivi –, anziché da una singola persona. Il compito della commissione era quello di allestire il campo da gioco, convocare i giocatori e preparare il vestiario; a preparare atleticamente e allenare la squadra potevano  competere a tutti i membri della commissione, oppure essere nominato un singolo componente della stessa a tale scopo, o anche chiamare una persona esterna.
Salvo qualche occasione in cui venne nominato un commissario unico, le commissioni tecniche furono una costante della nazionale fino agli inizi degli anni sessanta, quando si passò in maniera pressoché stabile alla scelta di un'unica figura per il ruolo di convocatore e allenatore dei calciatori, ad eccezione di tre occasioni in cui si tornò alla scelta della commissione tecnica (di cui l'ultima nel biennio 1975-1977).
I commissari tecnici vittoriosi sono stati Vittorio Pozzo, che ha portato gli Azzurri alla conquista dei mondiali di Italia 1934 e Francia 1938, unico allenatore ad aver trionfato in due rassegne iridate, oltre al torneo olimpico di Berlino 1936 e a due Coppe Internazionali (1927-1930 e 1933-1935), per un totale di cinque titoli che ne fanno il selezionatore più vincente della storia del calcio; Ferruccio Valcareggi, vincitore del campionato d'Europa 1968; Enzo Bearzot e Marcello Lippi, conquistatori rispettivamente del campionato del mondo 1982 e del campionato del mondo 2006; Roberto Mancini, che ha guidato gli Azzurri alla vittoria del campionato d'Europa 2020.
Il commissario tecnico attuale è, dal 2025, Gennaro Gattuso.

### Stili di gioco
Quasi tutti i commissari tecnici che si sono succeduti alla guida della nazionale hanno utilizzato come stile di gioco quello che è universalmente riconosciuto come il «calcio all'italiana», consistente in una dottrina di gioco basata sulla difesa solida, grande corsa, coperture ferree e ripartenze (o contropiede), tanto da divenire anch'esso una sorta di "identità" degli Azzurri, spesso criticata all'estero, ma determinante in quasi tutte le vittore dell'Italia (sia della nazionale sia dei suo club). Infatti, i primi titoli della nazionale furono conquistati con Vittorio Pozzo che ideò il Metodo, modulo di gioco difensivista in contrapposizione con il Sistema allora in voga nei paesi anglosassoni e considerato molto offensivo.
Nel secondo dopoguerra si sviluppò, soprattutto in Italia, lo schema tattico definito Catenaccio, che fu utilizzato dal C.T. Ferruccio Valcareggi per vincere il campionato d'Europa 1968 e arrivare secondo al campionato del mondo 1970. L'evoluzione del Catenaccio, chiamata Zona mista, venne utilizzata da Enzo Bearzot nella vittoria del campionato del mondo 1982 e da gran parte di tutti i suoi successori, compreso Marcello Lippi che vinse il campionato del mondo 2006 (anche se molti concordano che quella squadra adottò un atteggiamento tattico riconducibile per alcuni tratti al vecchio Catenaccio).
Qualche volta, invece, è capitato che la Federcalcio scegliesse appositamente un C.T. che prediligeva uno stile di gioco più offensivo, come accadde nel caso di Arrigo Sacchi, secondo al campionato del mondo 1994, o di Roberto Mancini, vincitore del campionato d'Europa 2020.

## Palmarès

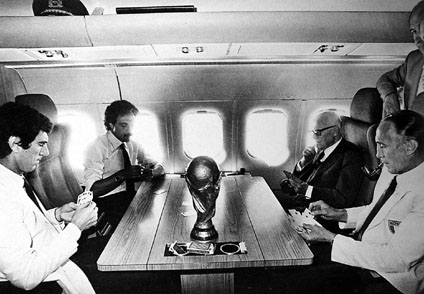
Il Presidente della Repubblica Sandro Pertini con Dino Zoff, Franco Causio e Enzo Bearzot sul DC9 militare che li sta riportando da Madrid a Roma. Sul tavolo la coppa del Mundial.

- Campionato mondiale: 4  (record europeo condiviso con la Germania)

Italia 1934, Francia 1938, Spagna 1982, Germania 2006
- Oro olimpico: 1

Berlino 1936
- Campionato d'Europa: 2

Italia 1968, Europa 2020
- Coppa Internazionale: 2 (record)

1927-1930, 1933-1935

## Statistiche e record

### Partecipazioni ai tornei
La nazionale A dell'Italia ha vinto quattro edizioni del campionato mondiale di calcio (Italia 1934, Francia 1938, Spagna 1982 e Germania 2006), la massima competizione calcistica per squadre nazionali maschili, classificandosi seconda in altre due occasioni (Messico 1970 e Stati Uniti 1994); inoltre, si è classificata terza a Italia 1990 e quarta ad Argentina 1978. Per contro, non ha partecipato alla prima edizione (Uruguay 1930) e non si è qualificata a quelle di Svezia 1958, Russia 2018 e Qatar 2022; inoltre, non ha superato il primo turno del campionato del mondo in sette occasioni. Ai mondiali l'Italia non ha mai perso nei tempi regolamentari o supplementari una partita di quarti di finale o semifinale. Le uniche sconfitte in questi turni sono maturate dopo i tiri di rigore: contro l'Argentina in semifinale nel 1990 e contro la Francia ai quarti di finale nel 1998.
L'Italia ha conseguito la vittoria nel campionato europeo di calcio per nazioni in due edizioni (Italia 1968 ed Europa 2020) e si è classificata seconda in altrettante occasioni (Belgio-Paesi Bassi 2000 e Polonia-Ucraina 2012) e quarta in una occasione (Italia 1980), giungendo complessivamente sei volte alle semifinali del torneo (l'altra a Germania Ovest 1988).
Si aggiungono alle suddette vittorie la medaglia d'oro al torneo olimpico di Berlino 1936 e quella di bronzo a quello di Amsterdam 1928, in un periodo in cui l'ordinamento olimpico non aveva ancora uniformato, secondo il criterio dell'età massima dei giocatori, la composizione delle squadre.
Nella Confederations Cup conta due partecipazioni (2009 e 2013) e ha ottenuto come miglior risultato il terzo posto nell'edizione del 2013. Il terzo posto è anche il miglior risultato degli italiani nella UEFA Nations League, conseguito nelle edizioni 2020-2021 e 2022-2023.
L'Italia ha vinto due Coppe Internazionali (torneo europeo nato nel 1927, prima dell'istituzione della UEFA e da questa mai riconosciuto ufficialmente, poi rimpiazzato nel 1960 dal campionato europeo) nelle edizioni 1927-1930 e 1933-1935, risultando l'unica squadra ad aver vinto due volte tale competizione; ha ottenuto anche un secondo posto nell'edizione 1931-1932.

Legenda: Grassetto: Risultato migliore, Corsivo: Mancate partecipazioni

- Nota bene: per le informazioni sui risultati ai Giochi olimpici nelle edizioni successive al 1948 visionare la pagina della nazionale olimpica.

### Statistiche di squadra
La nazionale italiana di calcio, oltre a essere una della selezioni più titolate al mondo, occupa anche i primi posti delle classifiche inerenti ai risultati accumulati nel totale degli incontri disputati. Su oltre ottanta avversarie incontrate l'Italia detiene un bilancio positivo nei "testa a testa" con una larga maggioranza di esse, tra le quali anche rivali storiche.
Nella classifica storica dei mondiali di calcio gli Azzurri occupano la quarta posizione dietro il Brasile, la Germania e l'Argentina, davanti a Francia, Inghilterra e Spagna. Nella classifica storica degli europei di calcio, invece, la nazionale italiana si colloca al terzo posto dietro a Germania e Spagna.
Tra le serie record della nazionale di calcio dell'Italia quella principale è stata realizzata nel periodo compreso tra il 10 ottobre 2018 (pareggio al Ferraris contro l'Ucraina) e l'8 settembre 2021 (vittoria al Mapei Stadium contro la Lituania), gli Azzurri sono rimasti imbattuti per un totale di 37 gare ufficiali consecutive, superando nel pareggio a reti bianche contro la Svizzera del 5 settembre 2021 il precedente record per le nazionali maschili di 35 partite ufficiali consecutive senza sconfitte, che era detenuto congiuntamente dalla nazionale brasiliana (tra il 16 dicembre 1993 e il 21 gennaio 1996) e dalla nazionale spagnola (tra il 7 febbraio 2007 e il 24 giugno 2009). Inoltre, se si escludono le gare amichevoli da questa serie, gli Azzurri detengono anche il record di imbattibilità in gare di competizioni per nazionali maschili, avendo realizzato una striscia di 31 partite senza perdere, superando il precedente primato della nazionale spagnola (29) nel periodo 2010-2013.
Un importante record detenuto dalla nazionale italiana è quello dei minuti senza subire reti: 1 168. Dalla rete subita nella sfida contro i Paesi Bassi nella UEFA Nations League del 14 ottobre 2020, alla rete siglata dall'Austria nel secondo tempo supplementare degli ottavi di finale del campionato d'Europa 2020, si sono alternati imbattuti tra i pali i portieri Gianluigi Donnarumma (che ha giocato per 987 minuti), Salvatore Sirigu (91 minuti), Alessio Cragno (63 minuti) e Alex Meret (27 minuti). Questo record migliora quello precedente di 1 143 minuti, che apparteneva sempre alla nazionale italiana, siglato nel periodo tra il 1972 e il 1974. In questo caso la porta azzurra era stata difesa solamente da Dino Zoff, che conserva quindi il record di minuti d'imbattibilità di un singolo portiere.

### Statistiche individuali
Il giocatore che detiene il maggior numero di presenze con la nazionale A è Gianluigi Buffon con 176 apparizioni, che vanta anche il record di incontri disputati da capitano azzurro (80 partite). In entrambe le speciali classifiche ha ottenuto il record superando Fabio Cannavaro, che deteneva i primati rispettivamente con 136 presenze (superato l'11 ottobre 2013, in occasione dell'incontro Danimarca-Italia terminato 2-2) e 79 incontri da capitano (sorpassato quindi in concomitanza dell'ultima gara in nazionale di Buffon, il 23 marzo 2018 quando venne disputata l'amichevole Argentina-Italia a Manchester).
Il miglior marcatore della storia azzurra è Gigi Riva, con 35 gol segnati nel periodo di militanza in nazionale (1965-1974). Il precedente primato di reti segnate con la maglia azzurra apparteneva a Giuseppe Meazza, che siglò 33 reti nel periodo 1930-1939. Il record di Meazza venne eguagliato da Riva il 9 giugno 1973 nell'amichevole di Roma contro il Brasile, per poi essere superato il 29 settembre dello stesso anno, con una rete in Italia-Svezia terminata 2-0, e attestando definitivamente il record a 35 reti il 20 ottobre, in occasione di Italia-Svizzera conclusa 2-0.

## Tifoseria e rivalità

### Tifoseria

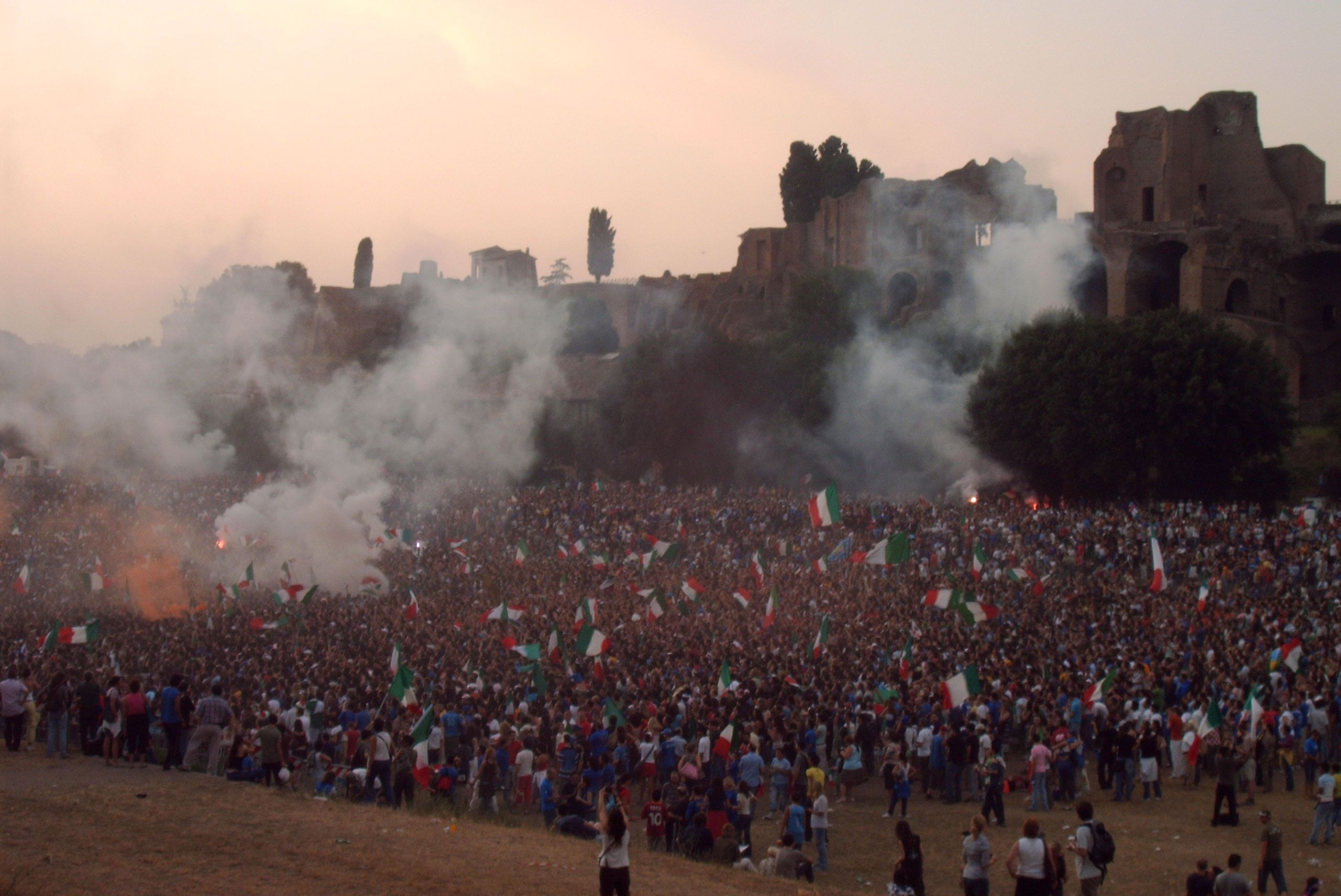
La manifestazione al Circo Massimo, con settecentomila partecipanti, nel 2006 per festeggiare il quarto titolo mondiale vinto dall'Italia.

In ambito nazionale al 2024, secondo la ricerca realizzata dalla società Ipsos alla vigilia del campionato europeo in Germania, il 61% degli italiani si dimostra interessato a seguire gli incontri degli Azzurri, percentuale che scende al 50% tra la popolazione femminile e che, invece, sale fino all'86,5% tra coloro che sono abitualmente appassionati di calcio. Un dato in linea con precedenti statistiche commissionate dalla FIGC, che nel 2017 rilevò come il 59% degli italiani dichiarava di essere interessato alle vicende della nazionale A. L'interesse per la nazionale varca anche i confini del Paese, poiché il 38% degli emigrati italiani nel mondo dichiarava, nel 2019, di riconoscersi nei colori azzurri e di seguirne in modo assiduo gli incontri, su un bacino d'utenza compreso tra i 60 e gli 80 milioni di persone, che sarebbe la somma dei residenti italiani all'estero e dei discendenti di tante generazioni di emigrati dall'Italia.

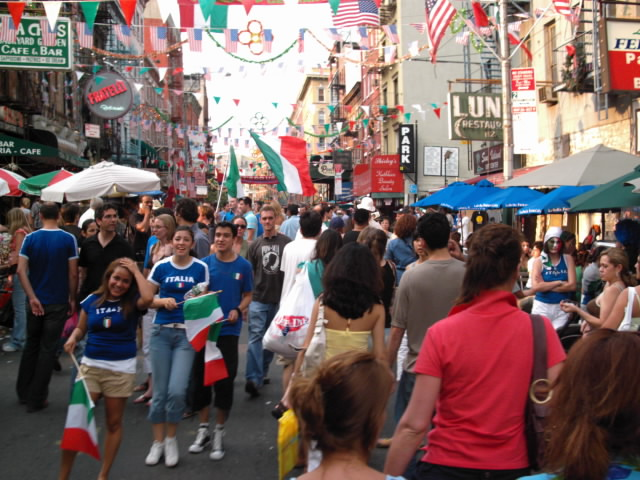
Little Italy a New York durante il periodo di un mondiale.

Secondo altre statistiche commissionate dalla FIGC, nel 2019 il 37% dei tifosi della nazionale A dichiarava di aver assistito allo stadio ad almeno 2 incontri degli Azzurri. Il record di spettatori per un incontro casalingo della nazionale è detenuto dall'amichevole con l'Inghilterra, disputata allo Stadio Comunale di Firenze il 18 maggio 1952, quando assistettero alla gara 93 000 spettatori; alcune fonti scrivono invece di 95 000 persone nell'impianto.
Per gli incontri degli Azzurri al campionato mondiale o all'europeo, vengono spesso allestiti dei maxischermi, da parte delle amministrazioni comunali, nelle principali piazze delle città d'Italia, ma anche da parte di privati in pubblici esercizi come bar, pub, lidi, davanti ai quali i tifosi possono assistere agli incontri. In caso di vittoria negli incontri dei due principali tornei, si assiste spesso ai caroselli di auto dei tifosi per le strade dei centri urbani, aumentando la partecipazione agli stessi in proporzione ai vari passaggi di turno nel torneo, ai quali si aggiungono numerosi spettacoli pirotecnici nei cieli delle città italiane in caso di successo finale dell'evento. Inoltre, in molti balconi o terrazze delle abitazioni italiane si assiste all'esposizione della bandiera d'Italia. Capita, non di rado, che tutte le sopracitate manifestazioni organizzate o spontanee di tifo per gli Azzurri si riscontrino anche nelle grandi metropoli di ogni continente, se vi sono comunità numerose di emigrati italiani.

### Rivalità
Le prime rivalità della nazionale di calcio italiana sono state quelle, negli anni venti e trenta dello scorso secolo, con Austria, Ungheria, Uruguay e Cecoslovacchia; queste, nel corso dei decenni successivi, sono state sostituite dalle rivalità con le altre due big sudamericane (Argentina e Brasile), ma, soprattutto, con le altre grandi potenze del calcio europeo vincitrici di uno o più titoli mondiali: Francia, Germania, Inghilterra e Spagna.
La nazionale italiana di calcio vanta altresì un singolare primato: tutti e sette i titoli ufficiali vinti dagli Azzurri sono stati ottenuti tra le mura domestiche (Roma, campionato del mondo 1934 e campionato d'Europa 1968) o in casa delle altre quattro rivali calcistiche europee (Parigi, campionato del mondo 1938; Madrid, campionato del mondo 1982; Berlino, Olimpiade 1936 e campionato del mondo 2006; Londra, campionato d'Europa 2020); l'Italia ha dunque alzato al cielo un trofeo in tutte e cinque le grandi capitali dell'Europa occidentale.
Francia

I due capitani di Francia e Italia, Trésor e Zoff, si salutano prima dell'amichevole di Napoli dell'8 febbraio 1978.

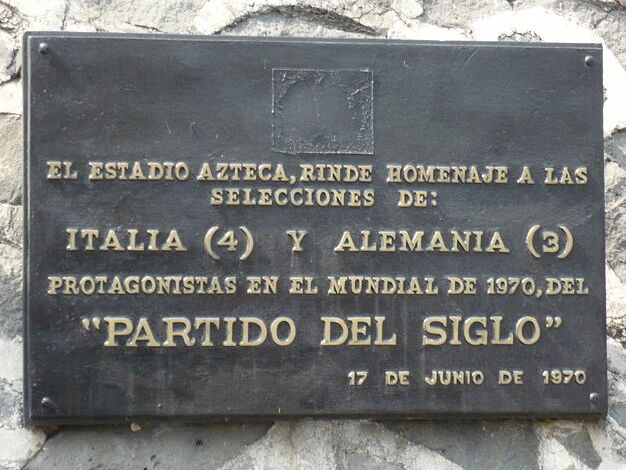
La targa commemorativa della partita del secolo tra Italia e Germania Ovest, apposta all'esterno dell'Estadio Azteca.

I capitani Giacinto Facchetti e Bobby Moore nei convenevoli di rito prima dell'amichevole del 14 giugno 1973

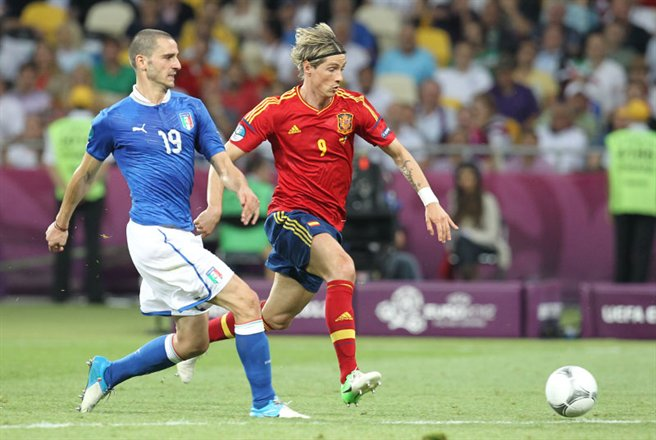
Leonardo Bonucci (a sinistra) e Fernando Torres (a destra) durante la finale del Campionato europeo di calcio 2012

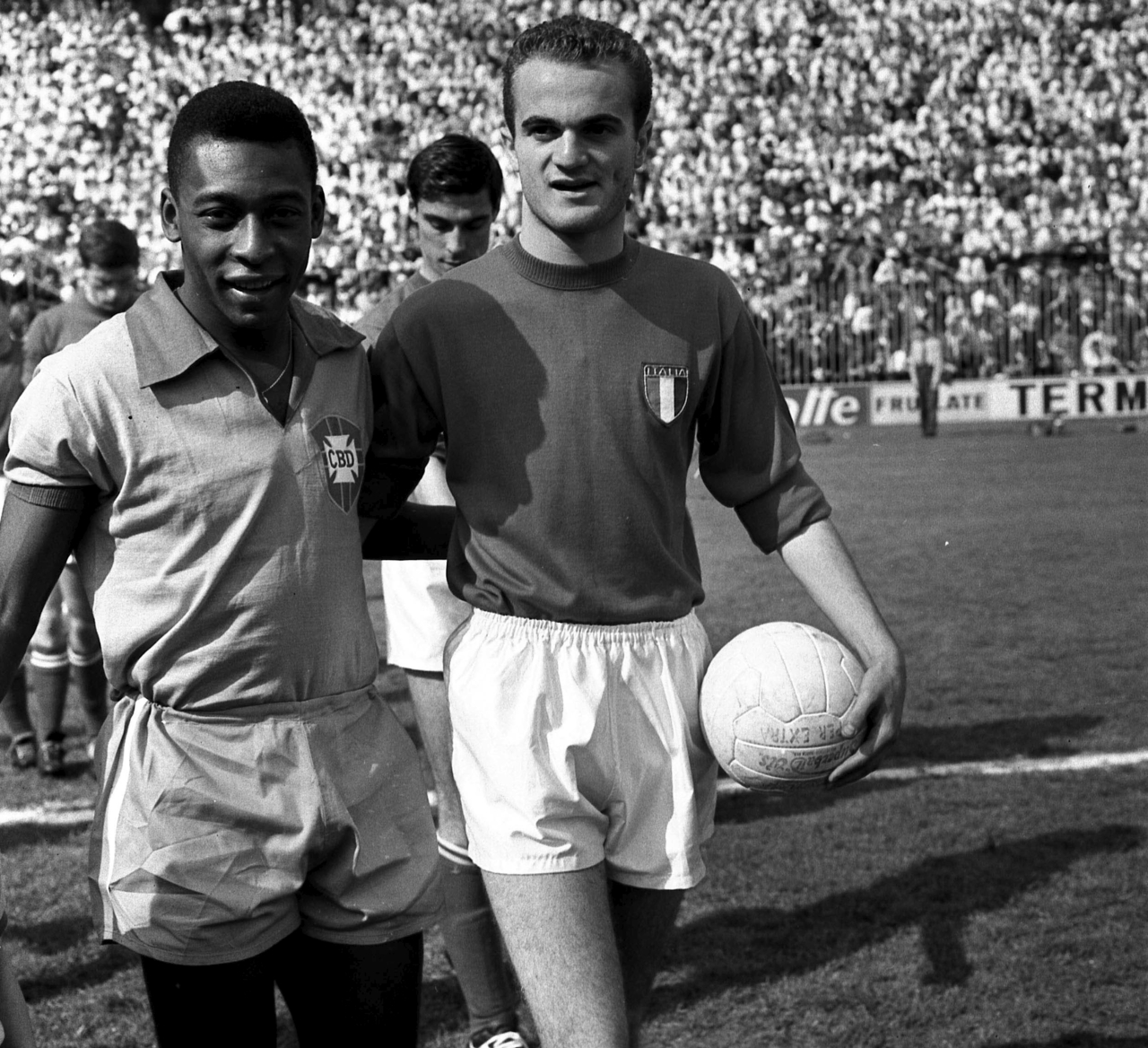
Pelé e Sandro Mazzola entrano in campo per l'amichevole del 12 maggio 1963.

La rivalità calcistica tra la nazionale italiana e la Francia trova radici ben profonde e non solo legate al mondo del calcio. Sussiste da sempre tra i due paesi un rapporto di amore-odio contraddistinto dal rispetto e dalla stima reciproci, ma accompagnato spesso da scherno e competizione, a livello economico-commerciale ma anche culturale. Anche per questo motivo le loro sfide sono molto sentite da giocatori, dirigenti, giornalisti e tifosi.
La prima sfida avvenne nel 1910 a Milano, con gli Azzurri alla loro prima partita della storia e con il risultato finale di 6-2 per i padroni di casa. La rivalità iniziò tuttavia sul finire degli anni novanta, quando al campionato del mondo 1998, giocato proprio in Francia, le due nazionali si scontrarono nei quarti di finale, con i Bleus che vinsero ai tiri di rigore. Due anni dopo, la sfida si ripropose in finale del campionato d'Europa 2000 a Rotterdam e la Francia vinse ancora sugli Azzurri, pareggiando al termine dei tempi regolamentari e segnando ai supplementari il decisivo golden goal. La rivincita italiana avvenne nel campionato del mondo 2006 con la finale di Berlino ancora tra Francia e Italia, e gli Azzurri vinsero il titolo mondiale sui francesi ai tiri di rigore, successivi a un incontro ricco di episodi incandescenti.
Germania
La rivalità calcistica tra la nazionale italiana e la Germania (tra il 1949 e il 1990 identificata come Germania Ovest) è spesso ribattezzata come il «derby d'Europa», anche in virtù del fatto che le due squadre sono le più titolate in Europa e tra le più titolate al mondo.
La prima sfida avvenne nel 1923 a Milano, con gli Azzurri che superarono i tedeschi per 3-1 dando inizio a un classico del calcio mondiale, ma la vera rivalità ebbe inizio il 17 giugno 1970 a Città del Messico, quando nella semifinale del campionato del mondo 1970 l'Italia riuscì a vincere per 4-3, al termine dei tempi supplementari, in quella che fu in seguito definita come la «Partita del secolo». Successivamente, l'apice delle sfide tra Germania e Italia si ebbe al campionato del mondo 1982, quando le due formazioni si affrontarono a Madrid in finale, con la nazionale italiana vincitrice del suo terzo titolo mondiale sconfiggendo la Germania Ovest per 3-1.
Ad aumentare la rivalità calcistica tra Germania e Italia ha contribuito il fatto che gli ultimi due campionati del mondo disputati sul territorio delle due nazioni siano stati vinti dalla nazionale rivale: al mondiale di Italia 1990 vinsero i tedeschi (in finale contro l'Argentina che aveva a sua volta eliminato gli Azzurri) mentre il torneo di Germania 2006 fu conquistato dall'Italia che in semifinale a Dortmund superò per 2-0 proprio i padroni di casa.
Le numerose sconfitte dei tedeschi nei tornei ufficiali sono un fatto calcistico molto sentito in Germania, tanto che questo record negativo fa sì che l'Italia sia definita «il più grande incubo calcistico», «una nemesi», e che l'ex presidente della federazione calcistica tedesca (DFB) Wolfgang Niersbach ritenne che un incontro con l'Italia, anche se amichevole, non debba essere considerato soltanto una partita, ma «una competizione per il prestigio e l'onore».
Inghilterra
La rivalità calcistica tra la nazionale italiana e l'Inghilterra è il simbolo soprattutto di un diverso approccio culturale e metodologico al calcio degli Azzurri rispetto alla nazionale «dei tre leoni». Calcisticamente, tra le due nazioni c'è anche una forte competizione a livello di club.
La prima sfida avvenne nel 1933 a Roma e terminò con un pareggio per 1-1; il secondo incontro fu disputato l'anno seguente a Londra e passò alla storia come la «battaglia di Highbury»: l'Italia qualche mese prima si era laureata campione del mondo e la partita fu presentata come decisiva per stabilire a chi spettasse la supremazia mondiale. Dopo due minuti di gioco gli Azzurri rimasero in dieci uomini per l'infortunio del centromediano Luis Monti (in quel periodo non erano previste sostituzioni) e nel giro di dieci minuti si trovarono in svantaggio di 3 reti a 0. La partita si trasformò, per l'appunto, in una battaglia e nel secondo tempo l'Italia accorciò le distanze con due gol di Giuseppe Meazza, che negli ultimi minuti colpì la traversa con un colpo di testa. L'incontro finì 3-2 per gli inglesi, ma la grande prestazione degli ospiti valse loro il titolo di «leoni di Highbury».
La sfida più importante tra le due nazionali è avvenuta nel 2021, in occasione della finale del campionato d'Europa 2020 allo stadio di Wembley: l'incontro fu vinto dagli Azzurri per 3-2 ai tiri di rigore (1-1 dopo i tempi supplementari), successo che valse loro il secondo titolo europeo.
Spagna
La rivalità calcistica tra la nazionale italiana e la Spagna è a volte indicata come «derby del Mediterraneo» ed è più recente rispetto ad altre rivalità, essendosi formata e rafforzata nel terzo millennio, in coincidenza col periodo più florido delle Furie Rosse.
La prima sfida avvenne nel 1920 ad Anversa, nelle semifinali del torneo di consolazione di calcio ai Giochi della VII Olimpiade, dove gli spagnoli vinsero per 2-0. La successiva rivalità calcistica tra le due nazioni fu però maggiore a livello di club, nelle competizioni UEFA, in cui Italia e Spagna hanno goduto di periodi di rispettivo dominio. I frequenti incontri tra i club hanno portato i giocatori d'élite a familiarizzare l'uno con l'altro quando si incontrano a livello nazionale. Anche le squadre Under 21 delle due nazioni, tra le più forti al mondo, sono riconosciute come rivali. L'apice delle sfide tra Azzurri e spagnoli è stata la finale del campionato d'Europa 2012, con le Furie Rosse che dominarono l'incontro vincendo per 4-0, conquistando il loro terzo titolo di campioni d'Europa e il secondo consecutivo.
Brasile
La rivalità calcistica tra l'Italia e il Brasile è conosciuta anche come «clássico mundial» in portoghese o «derby del Mondo» in italiano, in quanto mette di fronte due delle nazioni calcistiche di maggior successo a livello globale, avendo raggiunto nove Coppe del Mondo tra i due paesi. A differenza delle sfide con le squadre europee, con le quali sussiste una rivalità più accesa, essendo il Brasile una nazionale sudamericana, con i verdeoro sono limitati i confronti nell'ambito delle competizioni intercontinentali, sebbene siano state giocate varie amichevoli. La sfida è stata per due volte la finale del campionato mondiale, unico caso assieme a Germania - Argentina (ultimo atto della rassegna iridata in tre occasioni).
La prima sfida in assoluto fu ai Mondiali di Francia 1938, in semifinale. I sudamericani, convinti di centrare la qualificazione alla finale, avevano prenotato un aereo per Parigi e tenuto in panchina Leônidas (in vista dell'impegno conclusivo). Il risultato finale premiò invece gli uomini di Vittorio Pozzo, vittoriosi per 2-1.
Il successivo confronto in ambito mondiale fu nel 1970, durante la finale di Città del Messico. I verdeoro trionfarono per 4-1, dopo aver chiuso in parità il primo tempo: il successo comportò l'assegnazione in via definitiva del trofeo dedicato a Jules Rimet, poiché la FIFA aveva deliberato che la versione originale della coppa venisse assegnata alla nazionale che avesse raggiunto per prima le tre affermazioni (sino a quel momento, l'Italia e il Brasile potevano vantare due vittorie a testa). L'Italia si "vendicò" nell'edizione di Spagna 1982, allorché si impose per 3-2 nell'ultima gara del secondo turno, guadagnando il passaggio alle semifinali. Tra i tifosi della Seleção, la partita è ricordata come «tragedia del Sarriá». È questa l'ultima affermazione azzurra sui rivali, che dodici anni dopo fecero proprio il trofeo battendo la squadra di Arrigo Sacchi nella finale del mondiale di Stati Uniti 1994, il primo deciso ai rigori.
Argentina

L'avventata uscita di Walter Zenga che portò al pareggio di Claudio Caniggia nella semifinale del

Più che un'acerrima rivalità, la sfida con l'Argentina è un derby internazionale, poiché buona parte della popolazione argentina è di ascendenza italiana. Inoltre le due società più blasonate del calcio locale (Boca Juniors e River Plate) sono state fondate da genovesi.
Il primo incontro fu un'amichevole giocata a Roma nel 1954: gli Azzurri vinsero per 2-0 contro i Biancocelesti. L'unico episodio controverso nelle sfide tra le due squadre, si verificò nel 1990, quando l'Italia padrona di casa cedette in semifinale ai rivali (perdendo ai rigori, dopo l'1-1 al termine dei supplementari) nella gara giocata al San Paolo di Napoli (teatro delle imprese di Maradona con la squadra partenopea): durante la finale all'Olimpico di Roma la tifoseria azzurra sostenne l'altra formazione, la Germania Ovest poi vincitrice, e Maradona, capitano della squadra argentina, insultò in mondovisione il pubblico che aveva fischiato i suoi già durante l'esecuzione dell'inno.
Uruguay
Il primo confronto con l'Uruguay fu quello ai Giochi olimpici 1928: in semifinale, i sudamericani si imposero per 3-2. Le due squadre si ritrovarono dopo oltre quarant'anni, nel primo turno dei Mondiali di Messico 1970: l'incontro finì 0-0 ed entrambe accedettero ai quarti di finale.
La sfida più importante tra le due nazionali è stata la finale per il terzo posto della Confederations Cup 2013, in cui gli Azzurri conquistarono il bronzo ai tiri di rigore dopo il 2-2 dei tempi supplementari.
Altre rivalità

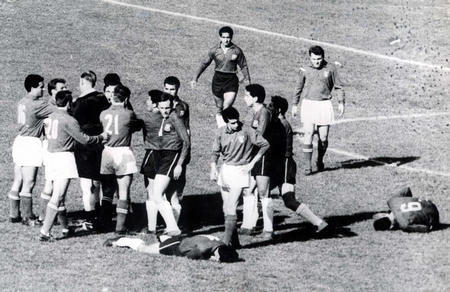
Un momento della convulsa battaglia di Santiago, fase a gironi del.

Una minore rivalità, piuttosto affievolita, vi è con la Svizzera, che era sentita principalmente dagli emigranti italiani in terra elvetica. Anche per la vicinanza fra i due paesi, la nazionale rossocrociata è quella più affrontata dalla nazionale italiana. Ben altre rivalità, molto forti, vi sono con due nazioni di recente formazione quali Slovenia e Croazia; dovute piuttosto a motivi storici che non calcistici. Sebbene queste rivalità non siano generalmente sentite come quelle verso Francia o Germania, gli incontri con Slovenia e Croazia hanno finora rappresentato gli unici casi in cui i tifosi Azzurri, solitamente tranquilli, siano stati coinvolti in scontri di curva. Uno dei casi più emblematici è l'amichevole del 21 agosto 2002 Italia-Slovenia (0-1), che doveva rappresentare anche una sorta di festa di commiato per Bruno Pizzul quale telecronista della nazionale. La gara, giocata a Trieste (dov'è molto sentita la rivalità coi vicini sloveni), viene principalmente ricordata per i numerosi scontri fra le due tifoserie, qualche tentata invasione di campo e alcuni accenni di rissa anche fra i calciatori.
Le altre rivalità non sono storiche, ma più che altro segnate da episodi limitati o sporadici. Impossibile non citare il Cile e la famosa Battaglia di Santiago, rivalità sorta e finita in quell'anno dopo un'inopportuna campagna mediatica della stampa italiana nei confronti della città capitale cilena che suscitò aspre polemiche nello Stato sudamericano, accrescendo notevolmente la tensione prima della partita, terminata poi in maniera decisamente poco felice. Le partite successive coi cileni sono tornate a giocarsi senza problemi.
Un ricordo senz'altro negativo è legato anche alle scandinave Danimarca e Svezia, famose soprattutto per il 2-2 che condannò gli Azzurri all'eliminazione dal campionato europeo di calcio 2004; in particolare alla Svezia si deve anche la dolorosa mancata qualificazione al campionato del mondo 2018. Curioso inoltre notare che l'unico precedente nel quale l'Italia mancò la qualificazione ai mondiali fu in quelli del 1958, giocatisi proprio in Svezia; e la mancò anche agli europei del 1992, sempre svoltisi nel paese scandinavo.
Altri ricordi negativi per la nazionale italiana sono legati alle due rappresentative coreane: la Corea del Nord sconfisse clamorosamente gli Azzurri per 1-0 al campionato del mondo 1966 causandone l'eliminazione al primo turno (partita nella quale l'Italia giocò per circa un'ora con un uomo in meno per l'infortunio occorso a Giacomo Bulgarelli), mentre la Corea del Sud padrona di casa estromise l'Italia al golden goal agli ottavi di finale del campionato del mondo 2002, in una partita segnata dal contestato arbitraggio di Byron Moreno. L'Italia non ha più incontrato queste due nazionali in gare ufficiali.

## Organico

### Rosa attuale
Lista dei giocatori convocati per le partite di qualificazione al campionato mondiale di calcio 2026 contro la Norvegia e la Moldavia rispettivamente del 6 e 9 giugno 2025.
Presenze e reti aggiornate al 9 giugno 2025, dopo la partita contro la Moldavia.
| 1  | P | Gianluigi Donnarumma | 25 febbraio 1999  | 74 | -66 | Paris Saint-Germain |  |  |
| 12 | P | Alex Meret           | 22 marzo 1997     | 3  | -2  | Napoli              |  |  |
| 23 | P | Marco Carnesecchi    | 1º luglio 2000    | 0  | 0   | Atalanta            |  |  |
|    |   |                      |                   |    |     |                     |  |  |
| 2  | D | Diego Coppola        | 28 dicembre 2003  | 2  | 0   | Verona              |  |  |
| 3  | D | Federico Dimarco     | 10 novembre 1997  | 30 | 3   | Inter               |  |  |
| 5  | D | Federico Gatti       | 24 giugno 1998    | 6  | 0   | Juventus            |  |  |
| 13 | D | Destiny Udogie       | 28 novembre 2002  | 12 | 0   | Tottenham           |  |  |
| 15 | D | Daniele Rugani       | 29 luglio 1994    | 7  | 0   | Juventus            |  |  |
| 19 | D | Luca Ranieri         | 23 aprile 1999    | 1  | 0   | Fiorentina          |  |  |
| 20 | D | Andrea Cambiaso      | 20 febbraio 2000  | 14 | 3   | Juventus            |  |  |
| 21 | D | Alessandro Bastoni   | 13 aprile 1999    | 37 | 2   | Inter               |  |  |
| 22 | D | Giovanni Di Lorenzo  | 4 agosto 1993     | 48 | 5   | Napoli              |  |  |
|    | D | Davide Zappacosta    | 11 giugno 1992    | 14 | 0   | Atalanta            |  |  |
|    |   |                      |                   |    |     |                     |  |  |
| 4  | C | Nicolò Rovella       | 4 dicembre 2001   | 4  | 0   | Lazio               |  |  |
| 6  | C | Samuele Ricci        | 21 agosto 2001    | 10 | 0   | Torino              |  |  |
| 8  | C | Sandro Tonali        | 8 maggio 2000     | 25 | 2   | Newcastle Utd       |  |  |
| 14 | C | Cesare Casadei       | 10 gennaio 2003   | 0  | 0   | Torino              |  |  |
| 16 | C | Davide Frattesi      | 22 settembre 1999 | 29 | 8   | Inter               |  |  |
| 18 | C | Nicolò Barella       | 7 febbraio 1997   | 63 | 10  | Inter               |  |  |
|    |   |                      |                   |    |     |                     |  |  |
| 7  | A | Riccardo Orsolini    | 24 gennaio 1997   | 9  | 2   | Bologna             |  |  |
| 9  | A | Mateo Retegui        | 29 aprile 1999    | 20 | 6   | Atalanta            |  |  |
| 10 | A | Giacomo Raspadori    | 18 febbraio 2000  | 40 | 9   | Napoli              |  |  |
| 11 | A | Daniel Maldini       | 11 ottobre 2001   | 5  | 0   | Atalanta            |  |  |
| 17 | A | Lorenzo Lucca        | 10 ottobre 2000   | 5  | 0   | Udinese             |  |  |

### Staff tecnico
Lo staff della nazionale si compone del team manager, del capo delegazione, dal commissario tecnico, che allena, convoca e schiera in campo gli atleti ed è assistito da quattro vice-allenatori. Ad aiutare gli allenatori, ci sono il preparatore dei portieri, i preparatori atletici, i medici, i fisioterapisti, l'osteopata, il nutrizionista, il match analyst e il segretario.
Dati aggiornati al 19 giugno 2025.
- Gennaro Gattuso - Commissario tecnico
- Luigi Riccio - Vice allenatore
- Leonardo Bonucci - Assistente allenatore
- Roberto Perrone - Preparatore dei portieri
- Cristiano Lupatelli - Preparatore dei portieri
- Bruno Giovanni Dominici - Preparatore atletico
- Dino Tenderini - Preparatore atletico
- Marco Mannucci - Match Analyst
- Marco Sangemani - Match Analyst
- Renato Baldi - Match Analyst
- Alessandro Pane - Osservatore
- Marco Scarpa - Osservatore
- Giorgio Venturin - Osservatore
- Gianluigi Buffon - Capo delegazione
- Cesare Prandelli - Direttore tecnico
- Angelo De Carli - Medico
- Carmine Costabile - Medico
- Mauro Doimi - Fisioterapista
- Fabio Sannino - Fisioterapista
- Emanuele Randelli - Fisioterapista
- Fabrizio Scalzi - Fisioterapista
- Walter Martinelli - Osteopata
- Matteo Pincella - Nutrizionista
- Mauro Vladovich - Responsabile organizzativo
- Emiliano Cozzi - Segretario
- Paolo Corbi - Capo ufficio stampa

### Tutte le rose

#### Campionato del mondo
Coppa del Mondo FIFA 1934P Cavanna, P Combi, P Masetti, D Allemandi, D Caligaris, D Monzeglio, D Rosetta, C Bertolini, C Castellazzi, C Ferrari, C Ferraris IV, C Meazza, C Monti, C Pizziolo, C Varglien I, A Arcari III, A Borel, A Demaría, A Guaita, A Guarisi, A Orsi, A Schiavio, CT: Pozzo
Coppa del Mondo FIFA 1938P Ceresoli, P Masetti, P Olivieri, D Foni, D Monzeglio, D Rava, C Andreolo, C Chizzo, C Donati, C Ferrari, C Genta, C Locatelli, C Meazza, C Olmi, C Perazzolo, C Serantoni, A Bertoni, A Biavati, A Colaussi, A Ferraris II, A Pasinati, A Piola, CT: Pozzo
Coppa del Mondo FIFA 1950P Casari, P Moro, P Sentimenti IV, C Annovazzi, D Blason, C Fattori, D Furiassi, D Giovannini, C Magli, C Mari, D Parola, D Remondini, D Tognon, A Amadei, A Boniperti, C Campatelli, A Cappello, A Caprile, A Carapellese, A Lorenzi, A Muccinelli, C Pandolfini, CT: Novo
Coppa del Mondo FIFA 19541 Ghezzi, 2 Vincenzi, 3 Giacomazzi, 4 Neri, 5 Tognon, 6 Nesti, 7 Muccinelli, 8 Pandolfini, 9 Galli, 10 Cappello, 11 Lorenzi, 12 Viola, 13 Magnini, 14 Cervato, 15 Mari, 16 Ferrario, 17 Segato, 18 Pivatelli, 19 Boniperti, 20 Gratton, 21 Frignani, 22 Costagliola, CT: Czeizler
Coppa del Mondo FIFA 19621 Buffon, 2 Losi, 3 Radice, 4 Salvadore, 5 Maldini, 6 Trapattoni, 7 Mora, 8 Maschio, 9 Altafini, 10 Sívori, 11 Menichelli, 12 Mattrel, 13 Albertosi, 14 Rivera, 15 Sormani, 16 Robotti, 17 Pascutti, 18 David, 19 Janich, 20 Tumburus, 21 Ferrini, 22 Bulgarelli, CT: Ferrari - Mazza
Coppa del Mondo FIFA 19661 Albertosi, 2 Anzolin, 3 Barison, 4 Bulgarelli, 5 Burgnich, 6 Facchetti, 7 Fogli, 8 Guarneri, 9 Janich, 10 Juliano, 11 Landini, 12 Leoncini, 13 Lodetti, 14 Mazzola, 15 Meroni, 16 Pascutti, 17 Perani, 18 Pizzaballa, 19 Rivera, 20 Rizzo, 21 Rosato, 22 Salvadore, CT: Fabbri
Coppa del Mondo FIFA 19701 Albertosi, 2 Burgnich, 3 Facchetti, 4 Poletti, 5 Cera, 6 Ferrante, 7 Niccolai, 8 Rosato, 9 Puia, 10 Bertini, 11 Riva, 12 Zoff, 13 Domenghini, 14 Rivera, 15 Mazzola, 16 De Sisti, 17 Vieri, 18 Juliano, 19 Gori, 20 Boninsegna, 21 Furino, 22 Prati, CT: Valcareggi
Coppa del Mondo FIFA 19741 Zoff, 2 Spinosi, 3 Facchetti, 4 Benetti, 5 Morini, 6 Burgnich, 7 Mazzola, 8 Capello, 9 Chinaglia, 10 Rivera, 11 Riva, 12 Albertosi, 13 Sabadini, 14 Bellugi, 15 Wilson, 16 Juliano, 17 Re Cecconi, 18 Causio, 19 Anastasi, 20 Boninsegna, 21 Pulici, 22 Castellini, CT: Valcareggi
Coppa del Mondo FIFA 19781 Zoff, 2 Bellugi, 3 Cabrini, 4 Cuccureddu, 5 Gentile, 6 Maldera, 7 Manfredonia, 8 Scirea, 9 Antognoni, 10 Benetti, 11 Pecci, 12 Conti, 13 P. Sala, 14 Tardelli, 15 Zaccarelli, 16 Causio, 17 C. Sala, 18 Bettega, 19 Graziani, 20 Pulici, 21 Rossi, 22 Bordon, CT: Bearzot
Coppa del Mondo FIFA 19821 Zoff, 2 Baresi, 3 Bergomi, 4 Cabrini, 5 Collovati, 6 Gentile, 7 Scirea, 8 Vierchowod, 9 Antognoni, 10 Dossena, 11 Marini, 12 Bordon, 13 Oriali, 14 Tardelli, 15 Causio, 16 Conti, 17 Massaro, 18 Altobelli, 19 Graziani, 20 Rossi, 21 Selvaggi, 22 Galli, CT: Bearzot
Coppa del Mondo FIFA 19861 Galli, 2 Bergomi, 3 Cabrini, 4 Collovati, 5 Nela, 6 Scirea, 7 Tricella, 8 Vierchowod, 9 Ancelotti, 10 Bagni, 11 Baresi, 12 Tancredi, 13 De Napoli, 14 Di Gennaro, 15 Tardelli, 16 Conti, 17 Vialli, 18 Altobelli, 19 Galderisi, 20 Rossi, 21 Serena, 22 Zenga, CT: Bearzot
Coppa del Mondo FIFA 19901 Zenga, 2 Baresi, 3 Bergomi, 4 De Agostini, 5 Ferrara, 6 Ferri, 7 Maldini, 8 Vierchowod, 9 Ancelotti, 10 Berti, 11 De Napoli, 12 Tacconi, 13 Giannini, 14 Marocchi, 15 Baggio, 16 Carnevale, 17 Donadoni, 18 Mancini, 19 Schillaci, 20 Serena, 21 Vialli, 22 Pagliuca, CT: Vicini
Coppa del Mondo FIFA 19941 Pagliuca, 2 Apolloni, 3 Benarrivo, 4 Costacurta, 5 Maldini, 6 Baresi, 7 Minotti, 8 Mussi, 9 Tassotti, 10 R. Baggio, 11 Albertini, 12 Marchegiani, 13 D. Baggio, 14 Berti, 15 Conte, 16 Donadoni, 17 Evani, 18 Casiraghi, 19 Massaro, 20 Signori, 21 Zola, 22 Bucci, CT: Sacchi
Coppa del Mondo FIFA 19981 Toldo, 2 Bergomi, 3 P. Maldini, 4 Cannavaro, 5 Costacurta, 6 Nesta, 7 Pessotto, 8 Torricelli, 9 Albertini, 10 Del Piero, 11 D. Baggio, 12 Pagliuca, 13 Cois, 14 Di Biagio, 15 Di Livio, 16 Di Matteo, 17 Moriero, 18 R. Baggio, 19 Inzaghi, 20 Chiesa, 21 Vieri, 22 Buffon, CT: C. Maldini
Coppa del Mondo FIFA 20021 Buffon, 2 Panucci, 3 Maldini, 4 Coco, 5 Cannavaro, 6 Zanetti, 7 Del Piero, 8 Gattuso, 9 Inzaghi, 10 Totti, 11 Doni, 12 Abbiati, 13 Nesta, 14 Di Biagio, 15 Iuliano, 16 Di Livio, 17 Tommasi, 18 Delvecchio, 19 Zambrotta, 20 Montella, 21 Vieri, 22 Toldo, 23 Materazzi, CT: Trapattoni
Coppa del Mondo FIFA 20061 Buffon, 2 Zaccardo, 3 Grosso, 4 De Rossi, 5 Cannavaro, 6 Barzagli, 7 Del Piero, 8 Gattuso, 9 Toni, 10 Totti, 11 Gilardino, 12 Peruzzi, 13 Nesta, 14 Amelia, 15 Iaquinta, 16 Camoranesi, 17 Barone, 18 Inzaghi, 19 Zambrotta, 20 Perrotta, 21 Pirlo, 22 Oddo, 23 Materazzi, CT: Lippi
Coppa del Mondo FIFA 20101 Buffon, 2 Maggio, 3 Criscito, 4 Chiellini, 5 Cannavaro, 6 De Rossi, 7 Pepe, 8 Gattuso, 9 Iaquinta, 10 Di Natale, 11 Gilardino, 12 Marchetti, 13 Bocchetti, 14 De Sanctis, 15 Marchisio, 16 Camoranesi, 17 Palombo, 18 Quagliarella, 19 Zambrotta, 20 Pazzini, 21 Pirlo, 22 Montolivo, 23 Bonucci, CT: Lippi
Coppa del Mondo FIFA 20141 Buffon, 2 De Sciglio, 3 Chiellini, 4 Darmian, 5 Motta, 6 Candreva, 7 Abate, 8 Marchisio, 9 Balotelli, 10 Cassano, 11 Cerci, 12 Sirigu, 13 Perin, 14 Aquilani, 15 Barzagli, 16 De Rossi, 17 Immobile, 18 Parolo, 19 Bonucci, 20 Paletta, 21 Pirlo, 22 Insigne, 23 Verratti, CT: Prandelli

#### Campionato d'Europa
Campionato d’Europa UEFA 19681 Albertosi, 2 Anastasi, 3 Anquilletti, 4 Bercellino, 5 Burgnich, 6 Bulgarelli, 7 Castano, 8 De Sisti, 9 Domenghini, 10 Facchetti, 11 Ferrini, 12 Guarneri, 13 Juliano, 14 Lodetti, 15 Mazzola, 16 Prati, 17 Riva, 18 Rivera, 19 Rosato, 20 Salvadore, 21 Vieri, 22 Zoff, CT: Valcareggi
Campionato d’Europa UEFA 19801 Zoff, 2 F. Baresi, 3 G. Baresi, 4 Bellugi, 5 Cabrini, 6 Collovati, 7 Gentile, 8 Maldera, 9 Scirea, 10 Antognoni, 11 Benetti, 12 Bordon, 13 Buriani, 14 Oriali, 15 Tardelli, 16 Zaccarelli, 17 Altobelli, 18 Bettega, 19 Causio, 20 Graziani, 21 Pruzzo, 22 Galli, CT: Bearzot
Campionato d’Europa UEFA 19881 Zenga, 2 Baresi, 3 Bergomi, 4 Cravero, 5 Ferrara, 6 Ferri, 7 Francini, 8 Maldini, 9 Ancelotti, 10 De Agostini, 11 De Napoli, 12 Tacconi, 13 Fusi, 14 Giannini, 15 Romano, 16 Altobelli, 17 Donadoni, 18 Mancini, 19 Rizzitelli, 20 Vialli, CT: Vicini
Campionato d'Europa UEFA 19961 Peruzzi, 2 Apolloni, 3 Maldini, 4 Carboni, 5 Costacurta, 6 Nesta, 7 Donadoni, 8 Mussi, 9 Torricelli, 10 Albertini, 11 Baggio, 12 Toldo, 13 Rossitto, 14 Del Piero, 15 Di Livio, 16 Di Matteo, 17 Fuser, 18 Casiraghi, 19 Chiesa, 20 Ravanelli, 21 Zola, 22 Bucci, CT: Sacchi
Campionato d’Europa UEFA 20001 Abbiati, 2 Ferrara, 3 Maldini, 4 Albertini, 5 Cannavaro, 6 Negro, 7 Di Livio, 8 Conte, 9 Inzaghi, 10 Del Piero, 11 Pessotto, 12 Toldo, 13 Nesta, 14 Di Biagio, 15 Iuliano, 16 Ambrosini, 17 Zambrotta, 18 Fiore, 19 Montella, 20 Totti, 21 Delvecchio, 22 Antonioli, CT: Zoff
Campionato d'Europa UEFA 20041 Buffon, 2 Panucci, 3 Oddo, 4 Zanetti, 5 Cannavaro, 6 Ferrari, 7 Del Piero, 8 Gattuso, 9 Vieri, 10 Totti, 11 Corradi, 12 Toldo, 13 Nesta, 14 Fiore, 15 Favalli, 16 Camoranesi, 17 Di Vaio, 18 Cassano, 19 Zambrotta, 20 Perrotta, 21 Pirlo, 22 Peruzzi, 23 Materazzi, CT: Trapattoni
Campionato d’Europa UEFA 20081 Buffon, 2 Panucci, 3 Grosso, 4 Chiellini, 5 Gamberini, 6 Barzagli, 7 Del Piero, 8 Gattuso, 9 Toni, 10 De Rossi, 11 Di Natale, 12 Borriello, 13 Ambrosini, 14 Amelia, 15 Quagliarella, 16 Camoranesi, 17 De Sanctis, 18 Cassano, 19 Zambrotta, 20 Perrotta, 21 Pirlo, 22 Aquilani, 23 Materazzi, CT: Donadoni
Campionato d'Europa UEFA 20121 Buffon, 2 Maggio, 3 Chiellini, 4 Ogbonna, 5 Motta, 6 Balzaretti, 7 Abate, 8 Marchisio, 9 Balotelli, 10 Cassano, 11 Di Natale, 12 Sirigu, 13 Giaccherini, 14 De Sanctis, 15 Barzagli, 16 De Rossi, 17 Borini, 18 Montolivo, 19 Bonucci, 20 Giovinco, 21 Pirlo, 22 Diamanti, 23 Nocerino, CT: Prandelli
Campionato d'Europa UEFA 20161 Buffon, 2 De Sciglio, 3 Chiellini, 4 Darmian, 5 Ogbonna, 6 Candreva, 7 Zaza, 8 Florenzi, 9 Pellè, 10 Motta, 11 Immobile, 12 Sirigu, 13 Marchetti, 14 Sturaro, 15 Barzagli, 16 De Rossi, 17 Éder, 18 Parolo, 19 Bonucci, 20 Insigne, 21 Bernardeschi, 22 El Shaarawy, 23 Giaccherini, CT: Conte
Campionato d'Europa UEFA 20201 Sirigu, 2 Di Lorenzo, 3 Chiellini, 4 Spinazzola, 5 Locatelli, 6 Verratti, 7 Castrovilli, 8 Jorginho, 9 Belotti, 10 Insigne, 11 Berardi, 12 Pessina, 13 Emerson, 14 Chiesa, 15 Acerbi, 16 Cristante, 17 Immobile, 18 Barella, 19 Bonucci, 20 Bernardeschi, 21 Donnarumma, 22 Raspadori, 23 Bastoni, 24 Florenzi, 25 Tolói, 26 Meret, CT: Mancini
Campionato d'Europa UEFA 20241 Donnarumma, 2 Di Lorenzo, 3 Dimarco, 4 Buongiorno, 5 Calafiori, 6 Gatti, 7 Frattesi, 8 Jorginho, 9 Scamacca, 10 Pellegrini, 11 Raspadori, 12 Vicario, 13 Darmian, 14 Chiesa, 15 Bellanova, 16 Cristante, 17 Mancini, 18 Barella, 19 Retegui, 20 Zaccagni, 21 Fagioli, 22 El Shaarawy, 23 Bastoni, 24 Cambiaso, 25 Folorunsho, 26 Meret, CT: Spalletti

#### UEFA Nations League
Fase finale UEFA Nations League 2020-20211 Sirigu, 2 Di Lorenzo, 3 Chiellini, 4 Calabria, 5 Locatelli, 6 Verratti, 7 Pellegrini, 8 Jorginho, 9 Raspadori, 10 Insigne, 11 Berardi, 12 Dimarco, 13 Emerson, 14 Chiesa, 15 Acerbi, 16 Cristante, 17 Kean, 18 Barella, 19 Bonucci, 20 Bernardeschi, 21 Donnarumma, 22 Meret, 23 Bastoni, CT: Mancini
Fase finale UEFA Nations League 2022-20231 Donnarumma, 2 Di Lorenzo, 3 Dimarco, 4 Spinazzola, 5 Darmian, 6 Verratti, 7 Frattesi, 8 Jorginho, 9 Retegui, 10 Pellegrini, 11 Zaniolo, 12 Meret, 13 Tolói, 14 Chiesa, 15 Acerbi, 16 Cristante, 17 Immobile, 18 Barella, 19 Bonucci, 20 Gnonto, 21 Vicario, 22 Raspadori, 23 Buongiorno, CT: Mancini

#### Coppa dei Campioni CONMEBOL-UEFA
Coppa dei Campioni CONMEBOL-UEFA 20221 Cragno, 2 Di Lorenzo, 3 Chiellini, 4 Spinazzola, 5 Locatelli, 6 Lazzari, 7 Florenzi, 8 Jorginho, 9 Belotti, 10 Bernardeschi, 11 Politano, 12 Pessina, 13 Emerson, 14 Meret, 15 Acerbi, 16 Cristante, 17 Scamacca, 18 Barella, 19 Bonucci, 20 Pellegrini, 21 Donnarumma, 22 Raspadori, 23 Bastoni, CT: Mancini

#### Confederations Cup
FIFA Confederations Cup 20091 Buffon, 2 Santon, 3 Grosso, 4 Chiellini, 5 Cannavaro, 6 Legrottaglie, 7 Pepe, 8 Gattuso, 9 Toni, 10 De Rossi, 11 Gilardino, 12 De Sanctis, 13 Gamberini, 14 Amelia, 15 Iaquinta, 16 Camoranesi, 17 Rossi, 18 Palombo, 19 Zambrotta, 20 Montolivo, 21 Pirlo, 22 Dossena, 23 Quagliarella, CT: Lippi
FIFA Confederations Cup 20131 Buffon, 2 Maggio, 3 Chiellini, 4 Astori, 5 De Sciglio, 6 Candreva, 7 Aquilani, 8 Marchisio, 9 Balotelli, 10 Giovinco, 11 Gilardino, 12 Sirigu, 13 Marchetti, 14 El Shaarawy, 15 Barzagli, 16 De Rossi, 17 Cerci, 18 Montolivo, 19 Bonucci, 20 Abate, 21 Pirlo, 22 Giaccherini, 23 Diamanti, CT: Prandelli

#### Giochi olimpici
Calcio ai Giochi Olimpici Estivi 1912P Campelli, D Binaschi, D De Vecchi, D Valle, C De Marchi, C Leone, C Milano, C Morelli di Popolo, A Barbesino, A Berardo, A Bontadini, A Mariani, A Sardi, A Zuffi, CT: Pozzo
Calcio ai Giochi Olimpici Estivi 1920P Campelli, P Giacone, D Bruna, D De Nardo, D De Vecchi, D Rosetta, C Ara, C Badini, C Baloncieri, C Burlando, C De Marchi, C Forlivesi, C Lovati, C Meneghetti, C Parodi, C Reynaudi, A Brezzi, A Ferraris, A Marucco, A Roggero, A Santamaria, A Sardi, CT: Milano
Calcio ai Giochi Olimpici Estivi 1924P Combi, P De Prà, D Bruna, D Caligaris, D De Vecchi, D Martin II, D Rosetta, C Aliberti, C Ardissone, C Baldi, C Barbieri, C Burlando, C Carzino II, C Fayenz, C Janni, C Rosso, A Baloncieri, A Bergamino I, A Calvi, A Conti, A Della Valle, A Levratto, A Magnozzi, A Monti III, CT: Pozzo
Calcio ai Giochi Olimpici Estivi 1928P Combi, P De Prà, P Degani, D Bellini, D Caligaris, D Gasperi, D Pietroboni, D Rosetta, D Viviano, C Baloncieri, C Bernardini, C Ferraris IV, C Genovesi, C Janni, C Pitto, C Rivolta, C Rossetti, A Banchero, A Levratto, A Magnozzi, A Pastore, A Schiavio, CT: Rangone
Calcio ai Giochi Olimpici Estivi 1936P Giani, P Vannucci, P Venturini, D Foni, D Gabriotti, D Marchini, D Petri, D Rava, D Tamietti, C Baldo, C Biagi, C Giuntoli, C Locatelli, C Piccini, C Puppo, C Scarabello, A Bertoni, A Cappelli, A Frossi, A Girometta, A Negro, A Nicolini, CT: Pozzo
Calcio ai Giochi Olimpici Estivi 1948P Casari, P Vanz, D Antonazzi, D Bizzotto, D Giovannini, D Stellin, C Cassani, C Maestrelli, C Mari, C Menegotti, C Neri, C Presca, C Turconi, A Burini, A Caprile, A Cavigioli, A Pandolfini, A Pernigo, CT: Pozzo
- Nota bene: per le informazioni sulle rose successive al 1948 visionare la pagina della nazionale olimpica.

#### Coppa Internazionale
Coppa Internazionale 1927-1930P Combi, P De Prà, D Allemandi, D Caligaris, D Monzeglio, D Pietroboni, D Rosetta, D Zanello, C Baloncieri, C Bernardini, C Cevenini, C Colombari, C Costantino, C Ferraris IV, C Genovesi, C Janni, C Pitto, C Rivolta, C Rossetti II, A Conti, A Levratto, A Libonatti, A Magnozzi, A Meazza, A Munerati, A Orsi, A Piccaluga, A Schiavio, CT: Rangone — Carcano — Pozzo
Coppa Internazionale 1931-1932P Combi, P Gianni, P Sclavi, D Allemandi, D Caligaris, D Gasperi, D Monzeglio, D Rosetta, C Bernardini, C Bertolini, C Colombari, C Costantino, C Dugoni, C Fedullo, C Ferrari, C Ferraris IV, C Pitto, C Sansone, A Banchero, A Cesarini, A Guarisi, A Libonatti, A Magnozzi, A Meazza, A Orsi, A Sallustro, A Vojak, CT: Pozzo
Coppa Internazionale 1933-1935P Ceresoli, P Combi, D Allemandi, D Caligaris, D Mascheroni, D Monzeglio, D Rosetta, C Bertolini, C Corsi, C Costantino, C Faccio, C Ferrari, C Monti, C Pitto, C Pizziolo, C Serantoni, A Borel, A Cattaneo, A Cesarini, A Colaussi, A Demaría, A Guaita, A Guarisi, A Meazza, A Orsi, A Piola, A Porta, A Schiavio, CT: Pozzo
Coppa Internazionale 1936-1938P Amoretti, P Olivieri, D Monzeglio, D Allemandi, D Rava, C Montesanto, C Andreolo, C Neri, C Pasinati, C Ferrari, C Serantoni, C Corsi, C Buscaglia, C Capra, A Meazza, A Piola, A Colaussi, A Frossi, CT: Pozzo
Coppa Internazionale 1948-1953P Franzosi, P Moro, P Sentimenti IV, P Costagliola, D Bertuccelli, D Rosetta, D Giovannini, D Becattini, D Parola, D Silvestri, D Bonomi, D Corradi, D Cervato, D Chiappella, C Grosso, C Tognon, C Annovazzi, C Fattori, C Mari, C Piccinini, C Lucentini, C Venturi, C Pandolfini, C Frignani, C Bortoletto, C Magnini, C Nesti, C Mazza, C Segato, A Boniperti, A Lorenzi, A Amadei, A Cappello, A Carapellese, A Muccinelli, A Gei, A Burini, A Vivolo, A Cervellati, A Galli, A Ricagni, CT: commissione tecnica — Beretta — Piola
Coppa Internazionale 1955-1960P Viola, P Ghezzi, P Lovati, P Bugatti, P Buffon, P Sarti, D Giacomazzi, D Chiappella, D Bergamaschi, D Cervato, D Bearzot, D Farina, D Garzena, D Corradi, D Moro, D Robotti, D Castelletti, D Sarti, D Castano, D Maldini, D Fontana, C Magnini, C Ferrario, C Menegotti, C Pandolfini, C Frignani, C Giuliano, C Bassetto, C Montico, C Segato, C Orzan, C Gratton, C Agnoletto, C Longoni, C Emoli, C David, C Fogli, C Nicolè, C Lojacono, C Guarnacci, C Colombo, C Mora, A Boniperti, A Pivatelli, A Galli, A Virgili, A Tortul, A Firmani, A Montuori, A Muccinelli, A Prini, A Petris, A Stacchini, A Bean, A Mariani, A Brighenti, CT: commissione tecnica — Viani — Ferrari

#### Mundialito
Mundialito 19801 Bordon, 2 Baresi, 3 Cabrini, 4 Gentile, 5 Scirea, 6 Vierchowod, 7 Ancelotti, 8 Antognoni, 9 Marini, 10 Oriali, 11 Tardelli, 12 Galli, 13 Zaccarelli, 14 Bagni, 15 Conti, 16 Altobelli, 17 Graziani, 18 Pruzzo, CT: Bearzot